# Villamos

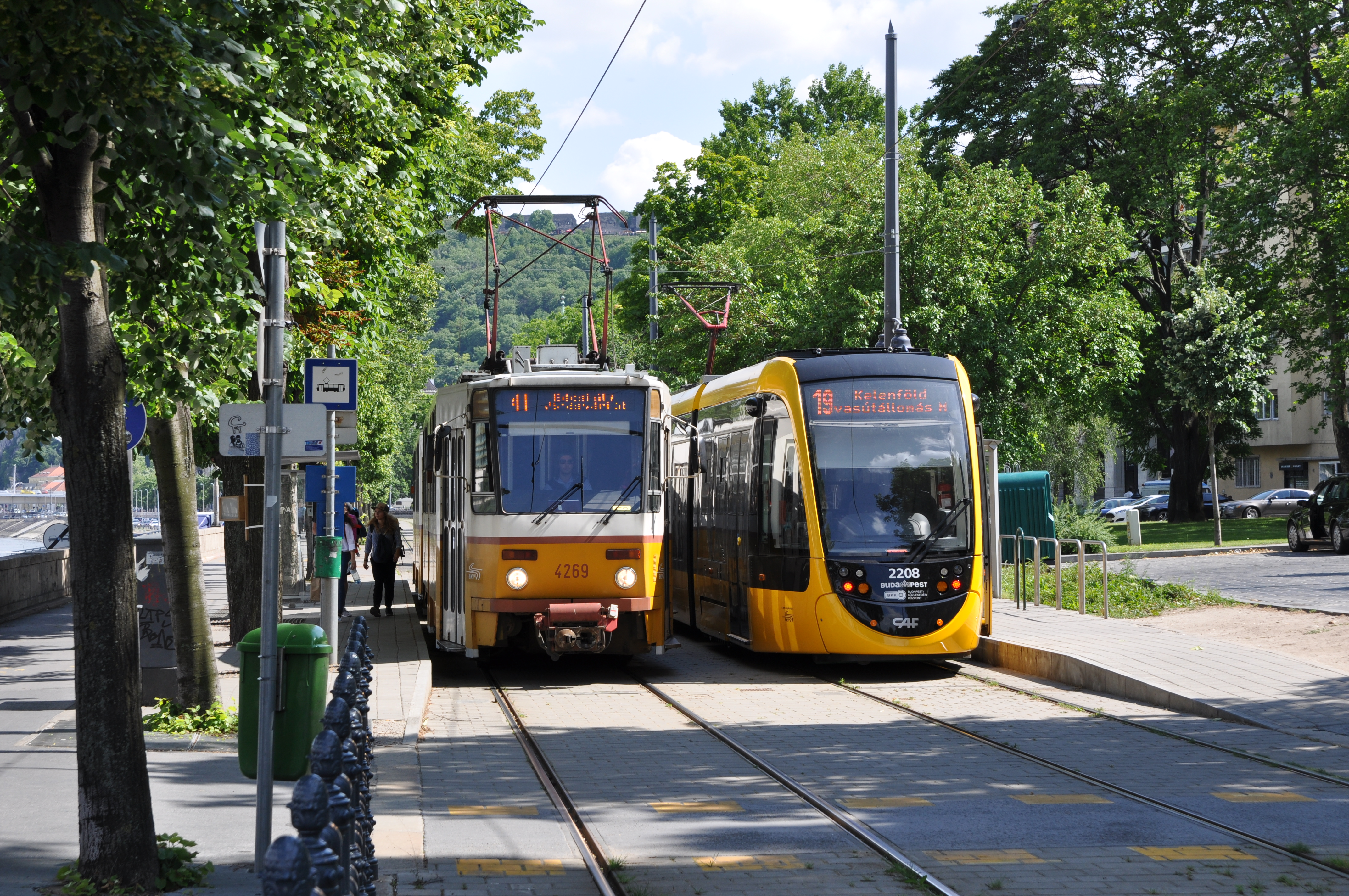
Tatra T5C5 és CAF Urbos típusú villamosok Budapesten, a Clark Ádám téren

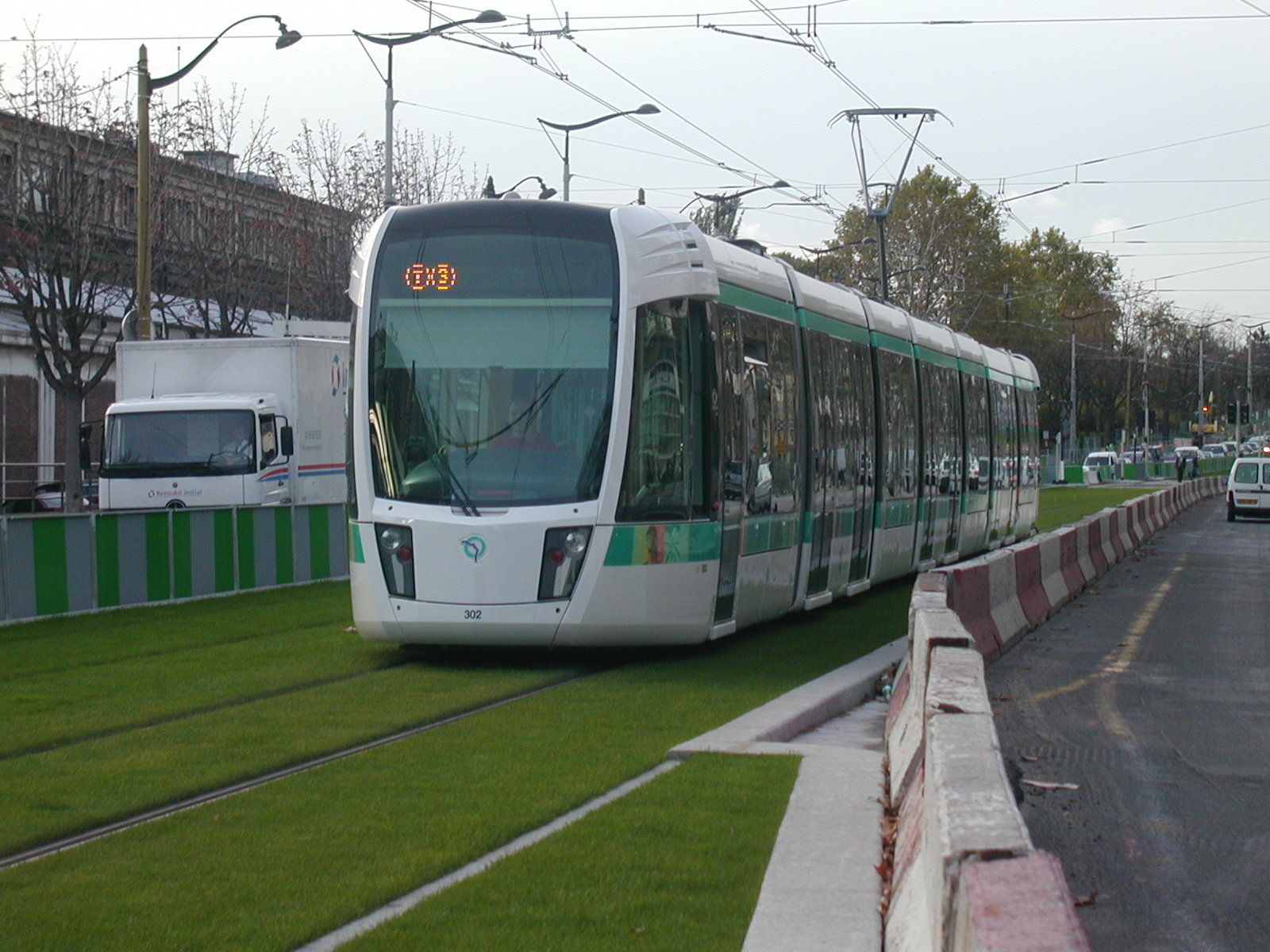
Villamos füves pályán Párizsban

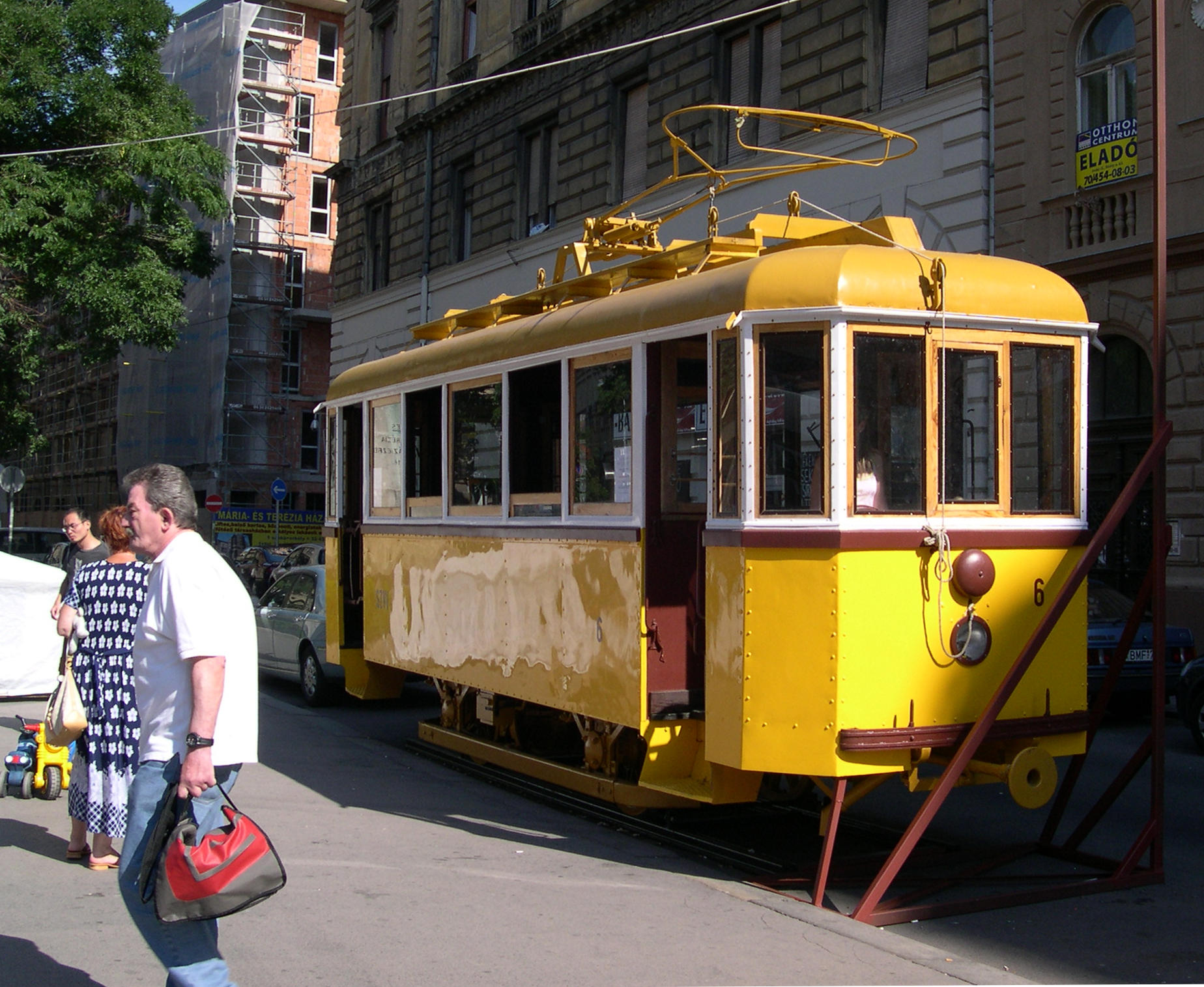
Egy százéves villamos, időszakosan kiállítva Budapesten

A villamos (közúti villamos vasút) elektromossággal működő olyan jármű, amely az úttestbe épített, vasúti pályaként meg nem jelölt sínpályán való közlekedésre szolgál. Elődeivel, a lóvasúttal és a gőzvontatású városi vasúttal együtt, melyeket a 20. század közepére szorított ki, a közúti vasutak körébe tartozik.

## Történet

### A kezdetek
A városokon belüli közforgalmú közlekedés kialakulását a 19. század közepétől számítjuk. Részben ekkorra alakultak ki az újkor virágzásával akkora területű és lakosságú városok, ahol erre reális igény keletkezhetett, részben pedig ekkorra alakult ki az a technika, amelynek segítségével műszakilag meg is tudták oldani a helyváltoztatási igények kielégítését. Ebben az időszakban részben a lóvontatás, részben pedig az országos vasúthálózatokon már ismert gőzvontatási technika használata volt elérhető, így nyíltak meg a belvárosokban sorra a lóvasutak, míg külső területeken használtak gőzhajtású közúti vasutakat is.
Az első utcai gőzvontatású vasút New York városában 1832-ben épült, ez azonban még nem ért el igazi sikert.
Az első lóvasút Pesten 1866. július 30-án indult el. Érdekesség, hogy ennek útvonala az azóta is a város egyik fő közlekedési ütőerének számító Váci úton haladt, végállomásai a Széna (ma Kálvin) tér és Újpest-Városkapu voltak. Gróf Károlyi Sándor erre a célra alapította meg a Pesti Közúti Vaspálya Társaságot (PKVT). További érdekesség, hogy az egykori újpesti lóvasúti állomásépület ma is áll, az állomás közel 140 év után is az Újpest-Városkapu nevet viseli, de ma már nem lóvasút, hanem metró áll itt meg. A Bagolyvár nevű épület a metróállomás mellett tekinthető meg.
A következő években Buda és Pest útjain számos helyen jelentek meg a lóvasút céljaira szolgáló sínek, és ez a közlekedési forma egyre népszerűbb lett.

### A villamos

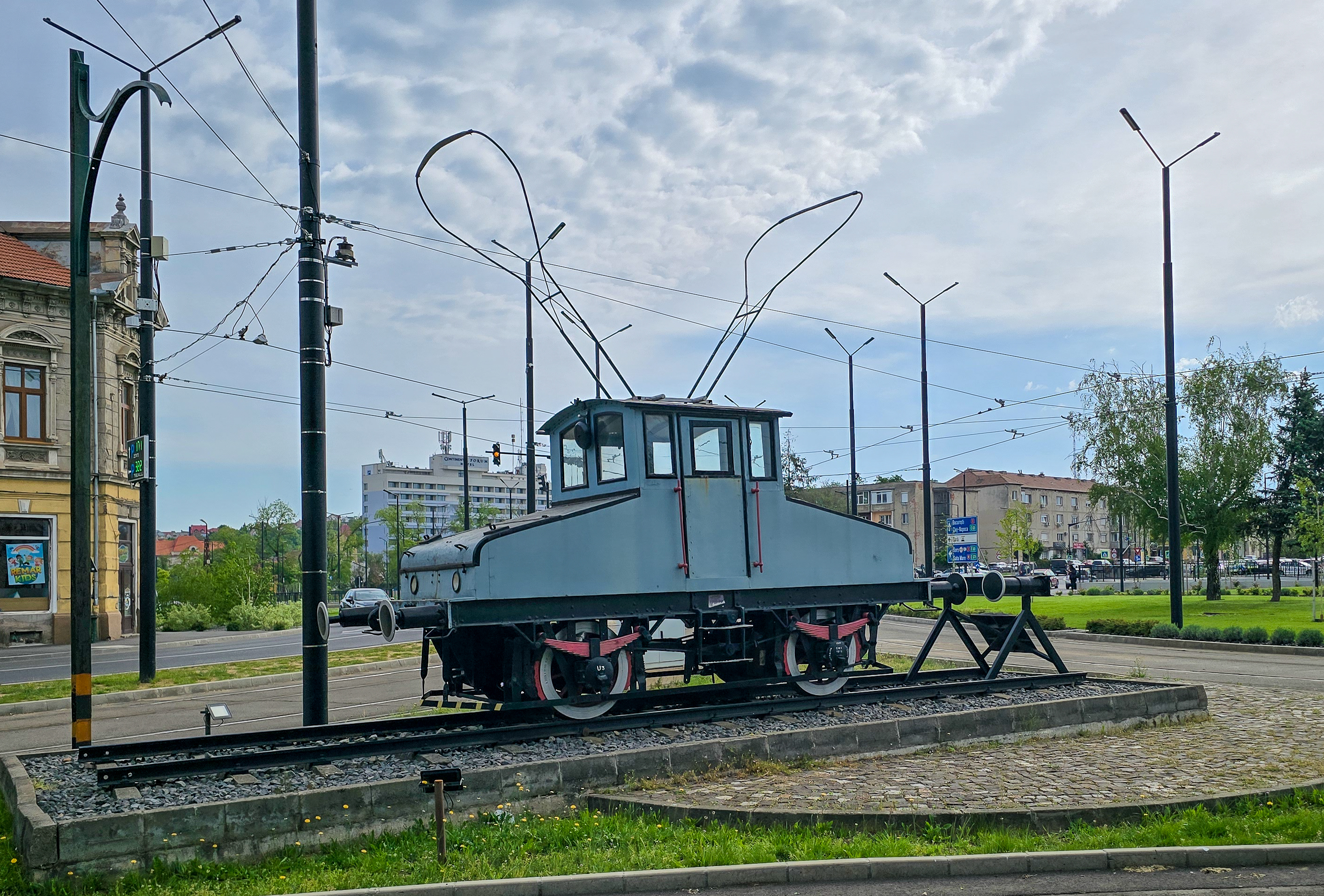
Tehervillamos 1906-ból Nagyváradon
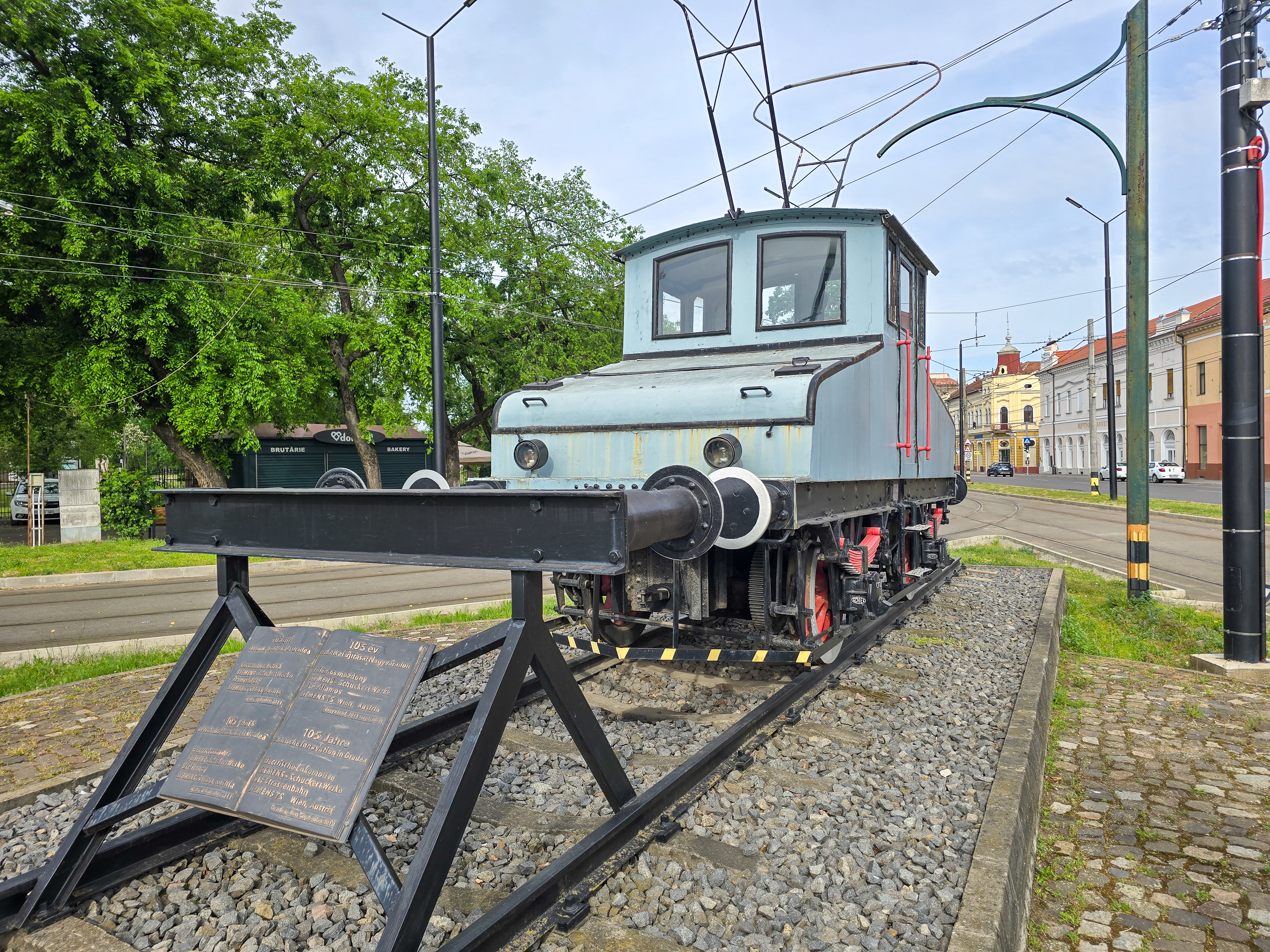
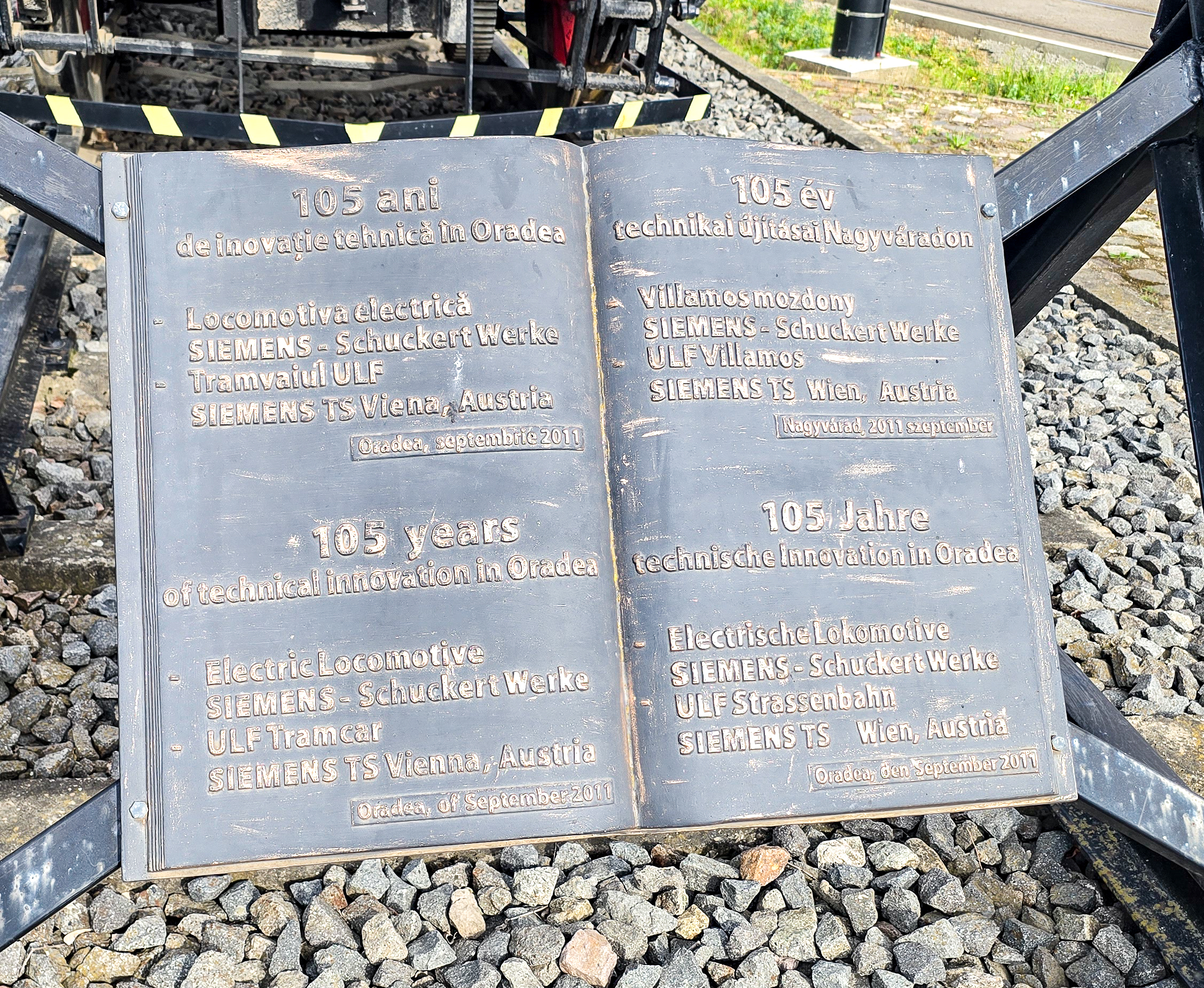
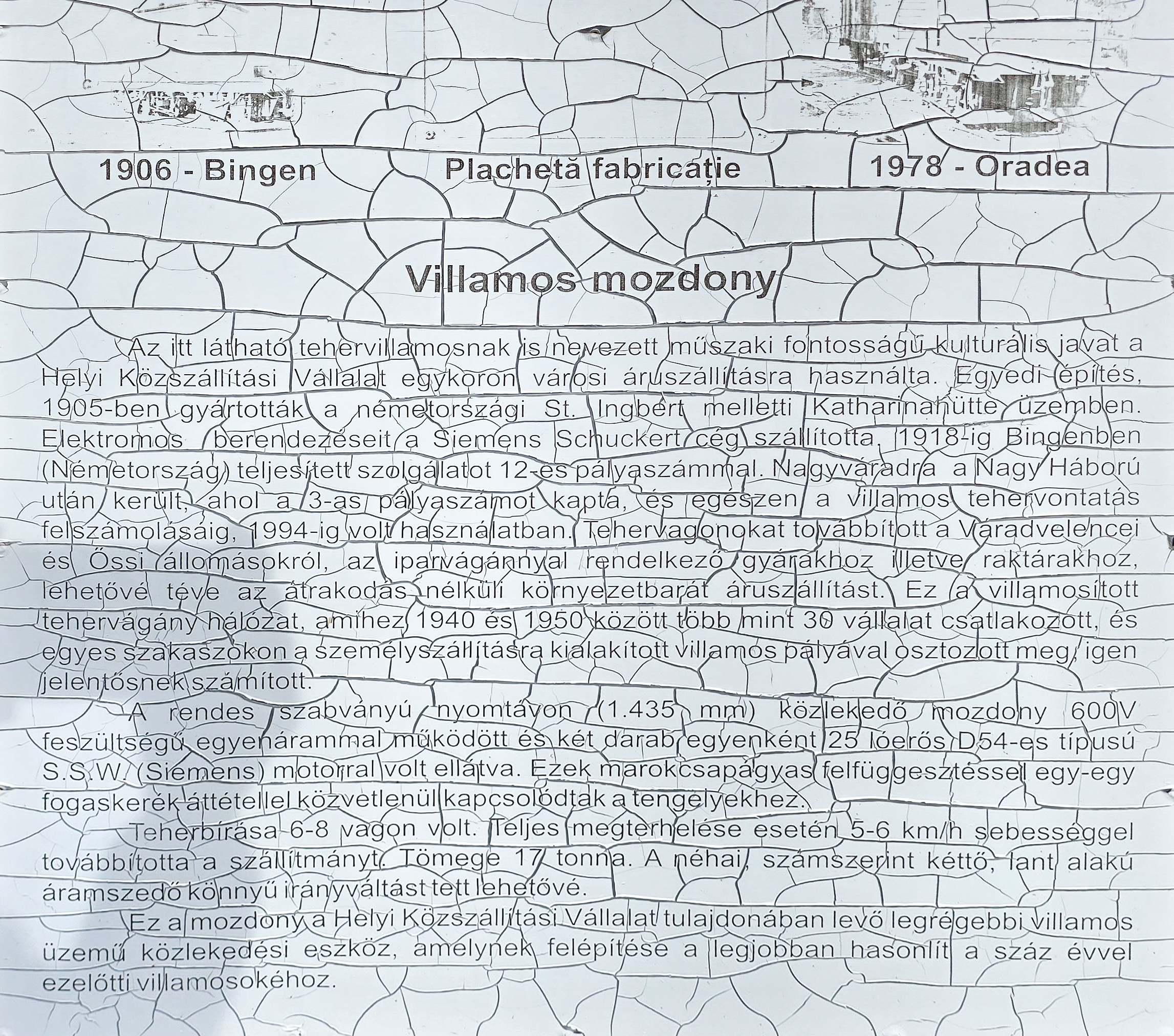

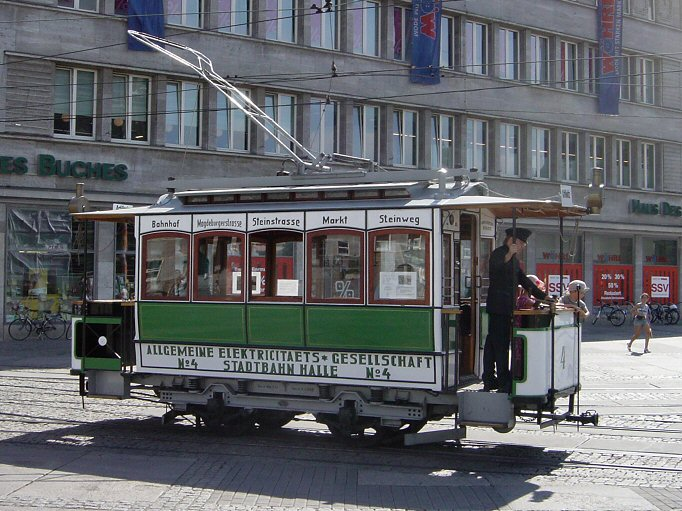
Régi villamos Halle an der Saale (Németország) utcáin

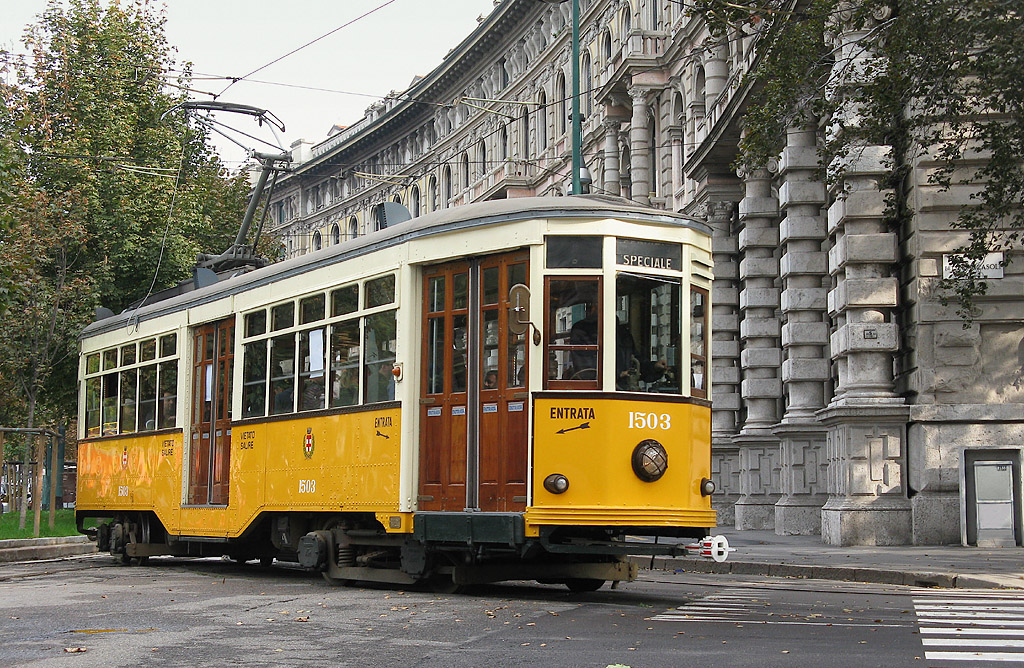
Milánói villamos (1500-as sorozatszámú Carello).

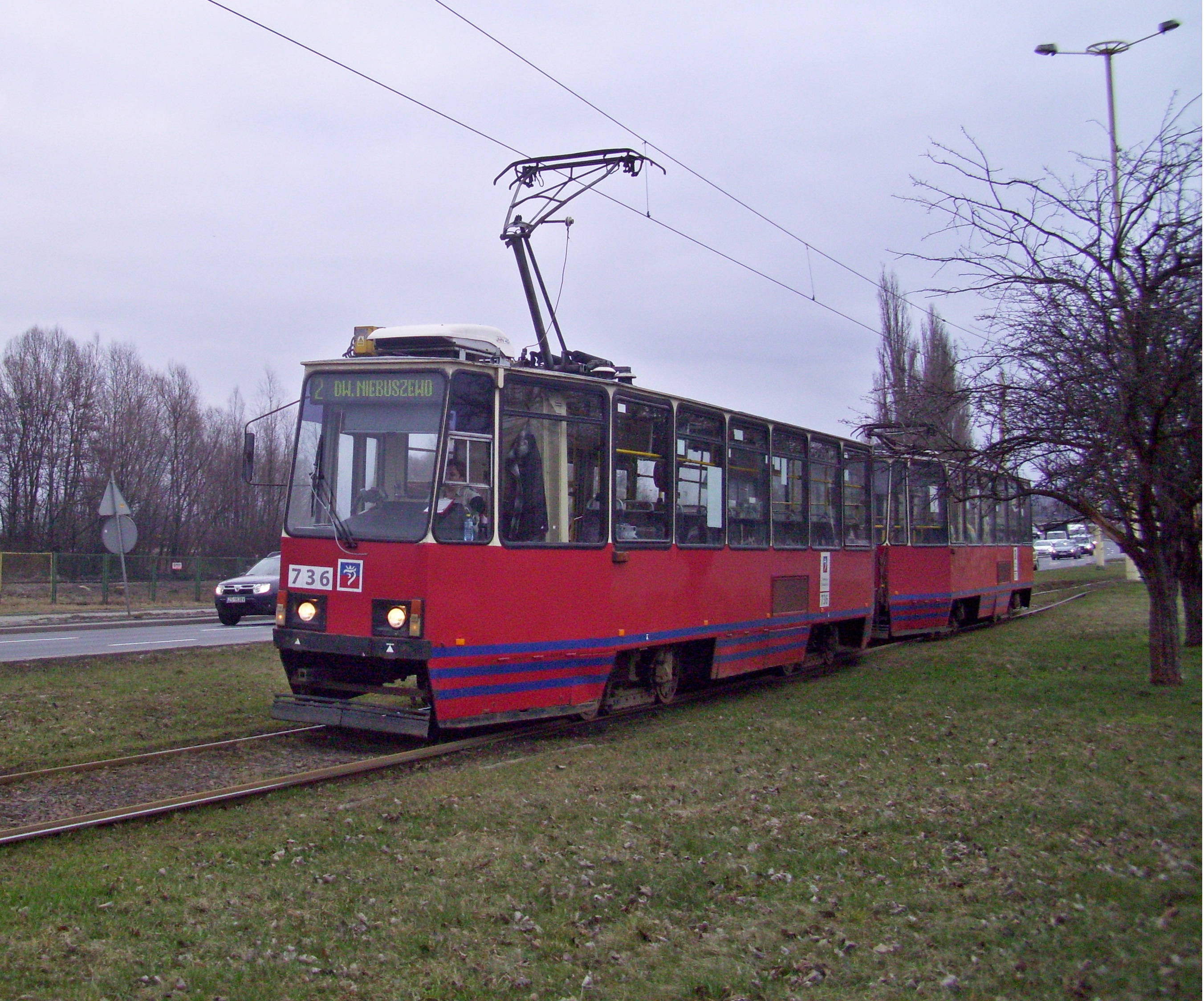
Konstal 105Na villamos Szczecinben

1879-ben mutatta be egy berlini kiállításon Werner Siemens az első olyan villanyhajtású vasutat, amely az áramot nem magával hordozott akkumulátorból kapta, hanem áramszedő segítségével egy erre a célra épített vezetékből. Ennek a találmánynak a továbbfejlesztése adta meg később a lökést a közúti vasutak továbbfejlesztésének irányába.
A villamos elnevezést a régebben meghonosodott városi, utcai vasutaktól (például lóvasút) való megkülönböztetés hozta létre, arra utalva, hogy ez a közlekedési eszköz nem állati vagy gőzhajtással üzemel, hanem elektromos, azaz „villamos” energia hajtja. Villamosnak nevezzük tehát mindazokat a közúti vasutakat, amelyek elektromos áram segítségével közlekednek, függetlenül a munkavezeték elhelyezkedésétől vagy a használt áramnemtől. Bár az idegen (például német, francia) nyelvű nevezéktanok e kérdésben nem egységesek, a magyar terminológiában a hagyományos (német elnevezéssel Straßenbahn) ill. a modern (német elnevezéssel Stadtbahn) közúti vasút egyaránt villamosnak nevezendő. (Ausztriában a század elején még az „Elektrische” kifejezést használták, könnyen lehet, hogy a magyarok egyszerűen lefordították és így lett magyarul „villamos”. Később az osztrákok átvették a németből a „Straßenbahn” szót.)
A következő években egyre több városban állították át a korábban meglévő lóvasutakat villanyvontatásra. A munkavezeték elhelyezésére több megoldás is létezett. A ma egyeduralkodónak számító felsővezeték helyett akkoriban – városképvédelmi okokból – az alul a sínek mellett, vagy azok alatt futó áramvezetéket részesítették előnyben. Ez ugyan optikailag szebben hatott, mint az egész várost behálózó drótrengeteg, azonban a megvalósítása számos technikai nehézséget vetett fel. A városi gyorsvasutakon (például a budapesti metrón, vagy a berlini S-Bahn hálózaton) látható harmadik sínes rendszer a városi utcákon nem valósulhatott meg, hiszen ez csak akkor biztonságos, ha betonfallal vesszük körül, mert az áramvezető sín és a vágány közti alig fél méteres távolságba nagyon könnyen beakadhat egy ember, akit ilyenkor áramütés ér. Ezért egy olyan rendszert alkalmaztak, ahol a munkavezeték a felszín alá került, egy csatornába. Az áramszedő a sín mellett, egy szűk nyíláson nyúlt le oda, és így táplálta árammal a járművet. Ez a megoldás tiszta időben is okozott fennakadásokat (például elágazásoknál), esőben, hóban pedig előfordult, hogy a csatorna beázott, és ilyenkor az esővíz közvetítésével a környék feszültség alá került – és természetesen az áramvezeték és a sín közt rövidzárlat is keletkezhetett. Így végül ezt a rendszert a 20. század elején teljesen felszámolták.

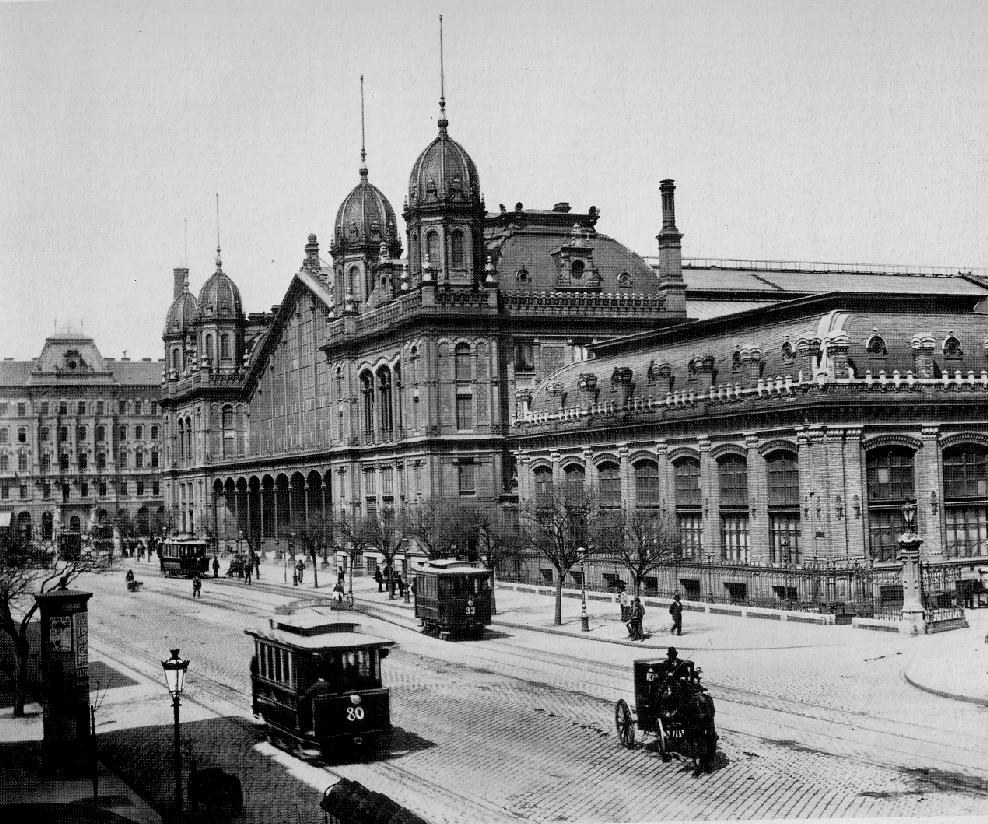
Villamosok a budapesti Nagykörúton, a Nyugati pályaudvar előtt a 19. század végén

Az első pesti villamos közúti vasút nem egy korábbi lóvasúti vonal villamosításából született, hanem a Siemens & Halske cég a Nagykörúton, azon belül is a Nyugati pályaudvar és a Király utca között új vonalat épített ki. A városvezetés egyébként az 1880-as években úgy tervezte, hogy az elavult működésű, lassú lóvasút helyett bevezetésre kerülne a gőzüzemű városon belüli vasúti forgalom. Azonban a gőzvasút megvalósítása erős ellenállásba ütközött. Elsősorban a télen nagy mennyiségű, lakóházak keményeiből időszakosan lecsapódó füst növekedését kívánták megakadályozni, amikor a főváros engedélyt adott villamos üzemű működésre. A székesfőváros első villamosvonala az 1887. október 1-jén kiadott engedély alapján már november 28-ára el is készült. A Nyugati pályaudvartól a Király utcáig kialakított próbavonal beváltotta a várakozásokat. Az áramfejlesztő-telepet egyébként a Nyugati pályaudvar melletti üres telken kialakított fa épületben helyezték el ideiglenesen a próbaüzem idejére (Később erre a telekre épült fel a posta). A forgalmat pedig két villamoskocsi látta el. A próbaüzem a gőzvasút híveit is meggyőzte, hogy a villamosvasút a legmegfelelőbb közlekedési megoldás főváros utcáin, úgyhogy a korábban elhatározott további gőzüzemű járat kiépítések terveit is átalakították villamos vasúti működésre. Döntés született egyben, hogy a Nagykörúti próbavonalon használt egyméteres nyomtáv helyett, a nagyvasutak által használt 1,435 méteres nyomtáv szerint építik ki a vonalakat a jövőben, hogy szükség esetén a már használatban lévő vasúti kocsik rakományait is továbbítani tudja a kiépülő rendszer. 1895-ben Pozsonyban is elindult a villamos. Az első budai villamosvonal 1896-ban indult a Zugligetbe.
A mai Magyarország városai közül Miskolcon jelent meg másodikként a villamos, 1897. július 10-én indult első útjára. Még ugyanebben az évben Szombathelyen is megindult a villamosközlekedés, aminek érdekessége volt, hogy a villamoskocsikra postaládát is felszereltek. Míg a pozsonyi és szombathelyi villamosok keskeny nyomtávú villamosok voltak, a miskolci és a pesti normál nyomtávú volt. Ezt követően jelentek meg a villamosok Sopronban (1900), Nyíregyházán (1905), Nagyváradon (1906), Szegeden (1908), Nagyszebenben (1910), Debrecenben (1911), Újvidéken (1911), Kassán és Pécsett (1913). A sopronit viszonylag hamar, már 1923-ban felszámolták.
A különböző országok közúti vasútjai szinte azonos eszközökkel, azonos fejlődési útvonalat futottak be az első világháborúig. Az új villamoskocsik eleinte a lóvasúti járművekre emlékeztettek, csak éppen elöl nem kantár, hanem a villamos kezelőszervei voltak láthatóak. A sebesség először nagyon alacsony (Budapesten 10 km/h) volt, amit fokozatosan emeltek feljebb. Egyre több kocsi készült teljesen zárt kocsiszekrénnyel, előbb csak az utasok, később a járművezetők is élvezhették az időjárás viszontagságaitól védő járművek előnyeit. A kocsi váza és szekrénye ebben az időben általában fából készült, a járműveknek pedig mindössze két tengelye (azaz négy kereke) volt.
A villamos egyre inkább elterjedt, és a 20. század első évtizedének végére szinte az összes európai nagyváros útjait behálózták a vágányok. Budapesthez hasonlóan általában a beruházás és az üzemeltetés is magánkézben volt, és az adott városokban működő különböző társaságok között verseny alakult ki, ami esetenként még a korszerűsítést is veszélyeztette. Mivel azonban a bevételekből már csak az üzemeltetést lehetett finanszírozni, a fejlesztés, új járművek beszerzését nem, vagy nem kellő mértékben, az első világháború utáni gazdasági visszaesés megpecsételte a magántársaságok sorsát. A két háború közti, illetve a második világháború utáni időszakban szinte mindenütt (Budapesten 1923-ban) egyetlen központi, városi tulajdonú társaságba szervezték a közúti vasutakat. Erre az időszakra ló- és gőzvontatású vonalak szinte már csak mutatóba maradtak, Budapesten például csak a Margit-szigeten, ahol 1927-ben szüntették meg a város utolsó lóvasútját.
A kéttengelyes motorkocsik mögé az egyre növekvő forgalom kiszolgálására egyre többször kötöttek egy, majd kettő pótkocsit is. A járművek formája – a homlokfalszűkítéstől eltekintve – szinte pontos téglatest volt.

### A közúti vasút térvesztése
A második világháború utáni gazdasági fellendülés nyomán szinte minden európai nagyvárosban jelentősen fellendültek az utazási igények, amit a hagyományos villamosközlekedés már csak nagy nehézségek árán tudott kiszolgálni. Ezért előbb a nagyobb városokban, majd az 1960-as évektől a közepes méretűekben is elkezdtek más megoldásokban gondolkodni. Ugyanakkor a kisforgalmú vonalakon pedig a villamosközlekedés elavult technikája, szembeállítva az ekkoriban dinamikusan fejlődő autóbusszal, szintén a vonalak tömeges bezárásához, és autóbuszüzemre való átállításához vezetett. Miután a nagyforgalmú vonalakat a metró, a kisforgalmúakat pedig az autóbusz váltotta fel, sok városban teljesen megszűnt a villamosközlekedés, és máshol is jelentősen visszaszorult, a hálózat hossza felére-harmadára esett vissza.
Több magyar városban felszámolták a villamosközlekedést, Nyíregyházán 1969-ben, Szombathelyen 1974-ben. Pécsett 1960-ban szűnt meg a villamos. Miskolcon a Hejőcsabáig vezető népkerti villamosvonalat 1960-ban alacsony kihasználtság miatt megszüntették; a villamosközlekedést irányító vállalatot már 1954-ben összevonták a buszvállalattal. Debrecenben pedig fokozatosan szüntették meg a 7 vonalból álló hálózatot, 1975-re csak az 1-es számú fővonal maradt meg.
Budapest is megsínylette ezt a korszakot. Részben a világháború után, részben a metróépítések nyomán sok szakaszon szűnt meg a villamosközlekedés. Közülük a legfontosabb a Váci, Rákóczi és Üllői úti villamosközlekedés felszámolása volt.

### Modernizáció
Más irányt vettek fel a közepes méretű városok Nyugat-Európában, elsősorban Németországban. Mivel az itteni utazásszámok a városi gyorsvasutak építését nem tették kifizetődővé, viszont egyrészről gyorsítani akarták a közlekedést, másrészről a vágányok helyét legalább a belvárosokban át akarták adni a dinamikusan fejlődő, ám ekkor még kiszolgálhatónak tűnő autóforgalmi igények számára, ezért a villamosvonalak modernizációjába kezdtek. A villamosvonalakat a belvárosban a felszín alá vitték, alagutakba, a külterületeken pedig elválasztották az útpályától. Bár sok helyen továbbra is a közúttal együtt haladtak a villamosok, ezek jobbára alacsony forgalmú utak voltak.
A vonalfejlesztésekkel egy időben megújították a járműparkot is. A már akkor is hatvan-hetvenéves technikájú villamosok helyét modern többcsuklós szerelvények vették át, amelyekben a hajtott tengelyek aránya lényegesen kedvezőbb volt, mint a hagyományos, motor- és pótkocsikra alapuló közlekedésben.
Az ily módon kialakított közlekedési rendet – a hagyományos villamostól való elválasztás okán – a német nyelvű szakterminológia a „Stadtbahn” elnevezéssel illette. A tapasztalatok kedvezőek voltak, az ilyen rendszert bevezető városok (például Hannover, Stuttgart stb.) lakói egyre nagyobb számban használtak a tömegközlekedési eszközöket. Mindeközben azonban azokban a városokban, ahol a nagyobb utasszám miatt ez a megoldás nem látszott működőképesnek, a villamosközlekedés egészen a kilencvenes évekig stagnált, vagy visszaszorult.

### A villamos újjászületése

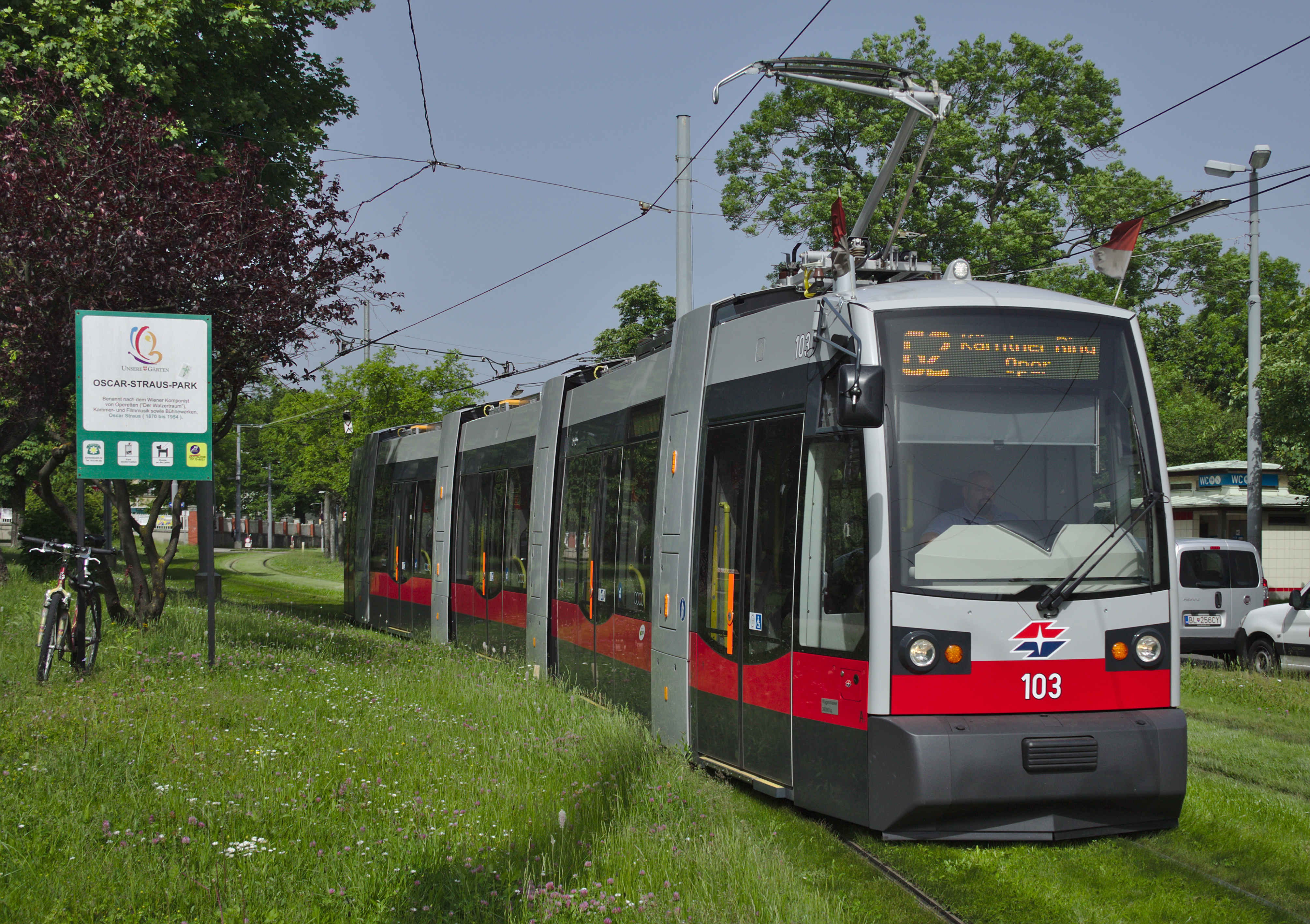
Alacsony padlószintű ULF típusú villamos Bécsben

Az 1990-es évekre sok nagyvárosban a gépkocsi-közlekedés oly nagy mértékben megnőtt, hogy a közepes forgalmú útvonalak is rendszeresen torlódtak. A városvezetők belátták, hogy csupán a közutak fejlesztésével nem lehetséges a folyamatosan növekvő, és az előjelzések szerint várhatóan a mainál is nagyobb forgalmi igényeket kiszolgálni. Ezzel egy időben a villamosfejlesztés is új utakat talált. A '70-es évek Stadtbahn-járművei nyomán kialakult az új, modern villamos, amelybe akár 4-5 csuklót is beépítettek, elérve a minden korábbinál hosszabb, 30-40 méteres, átjárható kocsik kialakítását. Ezzel együtt a padlószint is egyre lejjebb került, az ezredforduló után a 350 mm számít etalonnak, de a Bécsben és 2008 tavaszától Nagyváradon is futó, ultraalacsony-padlósnak (Ultra Low Floor, ULF) nevezett típus (ld. a képet) beszállómagassága alig 190 mm, azaz a járdáról szintben lehet rá beszállni. Mivel az új járműveket így a nehezen mozgók is használhatták, és az egészséges emberek is sokkal hamarabb szálltak le és fel, a megállóban való tartózkodás ideje csökkent. Ezek a villamosok belül a korábbiaknál érezhetően kényelmesebbek, az időjárásnak megfelelően fűtött illetve légkondicionált belső térrel rendelkeztek. Így a villamos alkalmassá vált arra, hogy az autósok számára vonzó alternatívát mutasson fel.

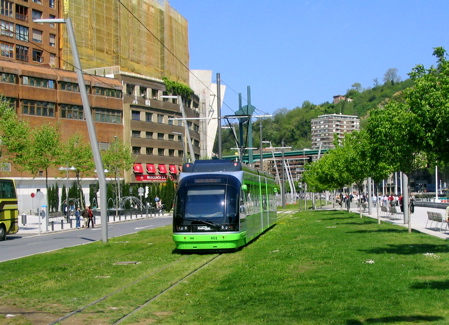
Füvesített pálya Bilbao városában

A járműtechnika fejlődésével együtt a vonalkijelölés is megújult. Közútba épített új pályával már csak elvétve találkozunk, a villamosok egyre több helyen haladnak akadálymentes, zárt pályán. A belvárosok alatt a villamosok is egyre több helyen kaptak alagutat, máshol a sétálóutcákat hódították meg (például Amszterdam, Debrecen, Kassa, Graz, Miskolc – bár utóbbiban előbb volt a villamos, és csak 1984-től sétálóutca az egyik útszakasz, ahol halad). Egyre jobban terjed a füvesített pálya, amely a villamospályának egyfajta park-jelleget kölcsönöz.
A 3. évezred hajnalán ismét előkerült a felsővezetékek városképből való kiűzésére irányuló vágy. Célszerű megoldásnak látszott az akkumulátorok használata, ez azonban inkább csak kisebb energiaigényű járművek (elsősorban trolibuszok) esetében vált be. Bordeaux városának újonnan épített villamosa visszatér a régi technikához: alsóvezetéket használnak. Az áramvezető sínt a vágány közepére építették be. Az áramütéstől pedig oly módon óvják meg a lakosságot, hogy – egy speciális érzékelő segítségével – a munkavezetéknek mindig csak azon a szakaszán van áram, amely felett éppen villamos tartózkodik.
A fejlődés nyomán sok város épített új villamosvonalakat, tucatszámra vették fel ismét a villamosüzemet olyan városok, ahol a hatvanas években ezt megszüntették, és a közúti vasutat korábban soha – vagy legfeljebb a lóvontatás korszakában – ismerő városok fogtak villamoshálózat kiépítésébe. Az utasszámok szinte mindenhol emelkedni kezdtek, így a harmadik évezred elejére a villamos megújulása a közúti vasút reneszánszát hozta el.

## Hálózatok

### Kis és közepes hálózatok
Európa városainak egy részében néhány (1-5) vonalból álló, kis hálózatokkal találkozunk, ezek kialakítása, műszaki fejlettsége azonban igen eltérő lehet. Míg az egykori vasfüggönytől keletre ez az európai szinten kisebb méretű városok jellemzője, addig nyugaton több nagyvárosban találkozhatunk frissen kiépített, 2-3 viszonylatból álló üzemmel. A legkisebb város a kb. 13 000-es lakosságú ausztriai Gmunden, ahol közúti vasutat találhatunk, de hazánk villamossal rendelkező városai közül Debrecen, Miskolc, Szeged is ebbe a kategóriába sorolhatók. Ezen városokban a villamos a helyi közlekedés legfontosabb teherviselője, jellemzően az utasforgalmilag legterheltebb szakaszokon közlekedve.

### Nagy hálózatok

Budapest villamosvonal-hálózata, rajta a metró- és HÉV vonalakkal (2012)

Akadnak olyan, nagy (legalább 1 milliós lakosságú) városok, ahol épültek városi gyorsvasutak (metró, S-Bahn stb.), de a közepes terheltségű közlekedési útvonalakon meghagyták a régi villamosvonalakat, sőt, a változó igényeket helyenként új vonalak építésével is követték. Ezekben a városokban nemritkán több tucatnyi vonallal találkozunk, amelyek forgalma akár egészen nagy is lehet. A villamosok részben önállóan viszik a városi utasokat célpontjukhoz, de nagy jelentőségű ráhordó funkciót is betöltenek: utasok ezreit szállítják a metróhoz, gyorsvasúthoz. Jellemző ez például Moszkva közlekedésére, ahol az egyes metróállomások közti távolság akár a 4 kilométert is elérheti.
Európa keleti felén azonban több olyan közepes méretű várost is találunk, ahol az utasforgalmi igények nem indokolták gyorsvasúti rendszer kiépítését, így a közúti vasút ma is a város közösségi közlekedésének legfontosabb eleme. E hálózatok némelyike a föld legnagyobb villamosüzemei közé tartozik. A legnagyobb, több mint 300 kilométeres hosszal azonban a metróvonalakkal is rendelkező Szentpéterváré.
Ilyen rendszer üzemel Budapesten is, itt működik a világ legnagyobb forgalmú villamosvonala: a pesti Nagykörúton a 4/6 viszonylat (a köznyelvben csak „négyeshatos”) 54 méteres Combino szerelvényei óránként 27 indulással akár 10 500 utast is elszállíthatnak irányonként.

### Ráhordó hálózatok
Újabban sok városban, főleg Nyugat-Európában értek el egy olyan fejlődési fokozathoz, amikor a nagyvárosi agglomerációban, esetleg a külső kerületekben is, olyan közlekedési igények merültek fel, amelyeket metróval gazdaságosan ellátni nem lehet, ám a személygépkocsik száma nagyobb annál, mint amennyire a metróállomásokhoz vezető utak és az állomási P+R parkolók kapacitását ki lehetne bővíteni. Ezen városok egy részén olyan új villamosvonalak építésébe kezdtek, amelyek fő – szinte egyetlen – funkciója az alacsony népsűrűségű, javarészt családi házas beépítettségű, területek utasainak elszállítása a közeli metróállomáshoz. Ezek a vonalak legtöbbször csak egy metróállomástól a feltárandó lakóterület távolabbi végéig közlekednek, de akadnak 2-3 metróállomást összekötő vonalak is. Ezen rendszereknél valódi hálózatokról nem is beszélhetünk, hiszen a városok vonalai általában nincsenek is összeköttetésben egymással, időnként egymástól nagy távolságra helyezkednek el (például Párizsban).

### Kombinált hálózatok
A hely- és pénzszűke, valamint az egyszerű gazdasági racionalitás számos helyen szült olyan hálózatokat, amelyekben a járművek többféle vasúti rendszeren is közlekednek. Jellegzetes példáját képviselik ezeknek a németországi Stadtbahn hálózatok, melyek a nagyvasúti jellegű, föld alatt vezetett metróhálózatok és a közúti vasút ötvözeteként jöttek létre. Számos város rájött ugyanis az 1970-es években, hogy az egész várost lefedő metróhálózatra nincs pénze, viszont a villamoshálózat is tud hatékony lenni, ha a külső városrészekben meghagyják eredeti formájában, a központi törzsvonalakat viszont metrószerűen építik át.
Másik jellegzetes igény az elővárosi, városközi közlekedésben merült fel. A nagyvasút gyors haladást tesz lehetővé, viszont általában a városok fő csomópontjait nem éri el, a közúti vasút viszont a városok között nem hatékony. Ezért született meg az ún. tram-train koncepció, amely nagyvasúti előírásoknak is megfelelő villamosok alkalmazásával lehetővé tette, hogy a városi hálózatokról ki lehessen járni a nagyvasútra és viszont. Így olyan rendszer hozható létre, amely gyors, ugyanakkor az utast is házhoz viszi.
A tram-train jellegű hálózatok ősatyjának Karlsruhét szokás tekinteni, azonban valójában hasonló rendszerek működtek már Európa más részein is jóval korábban. Például a nyíregyházi kisvasút vonalának belső részén (Sóstófürdő és a nagyvasúti állomás között) 1911 és 1969 között villamos is járt, mely a városi igényeknek megfelelően a kisvasútnál jóval sűrűbben közlekedett. De működtek tram-trainnek tekinthető üzemek Amerikában és Japánban is.
Magyarországon Szeged és Hódmezővásárhely között közlekedik tram-train 2021. november 29. óta.

## Járművek

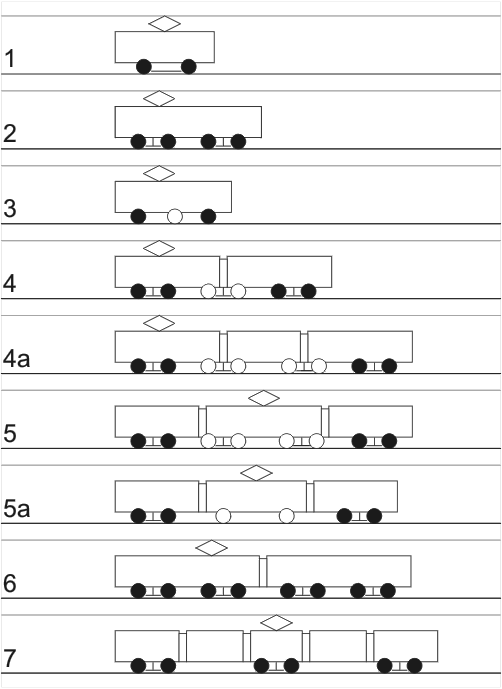
Villamostípusok

### Hagyományos felépítésű járművek

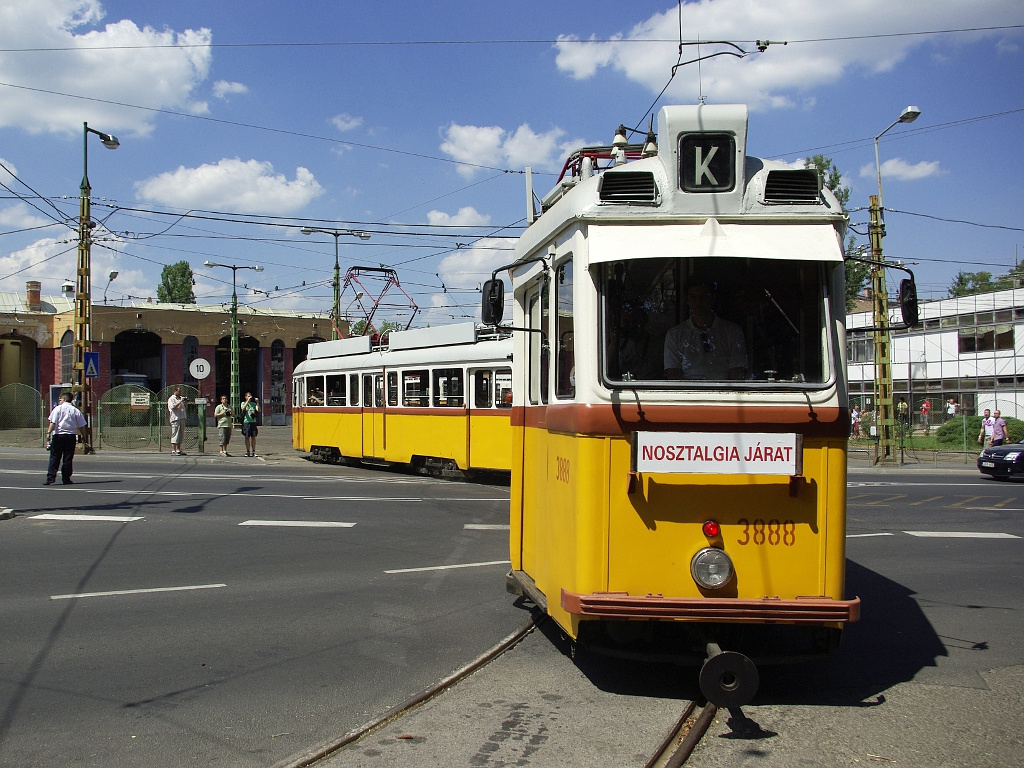
UV villamos Budapesten. Két motorkocsi közé egy pótkocsi is csatolható

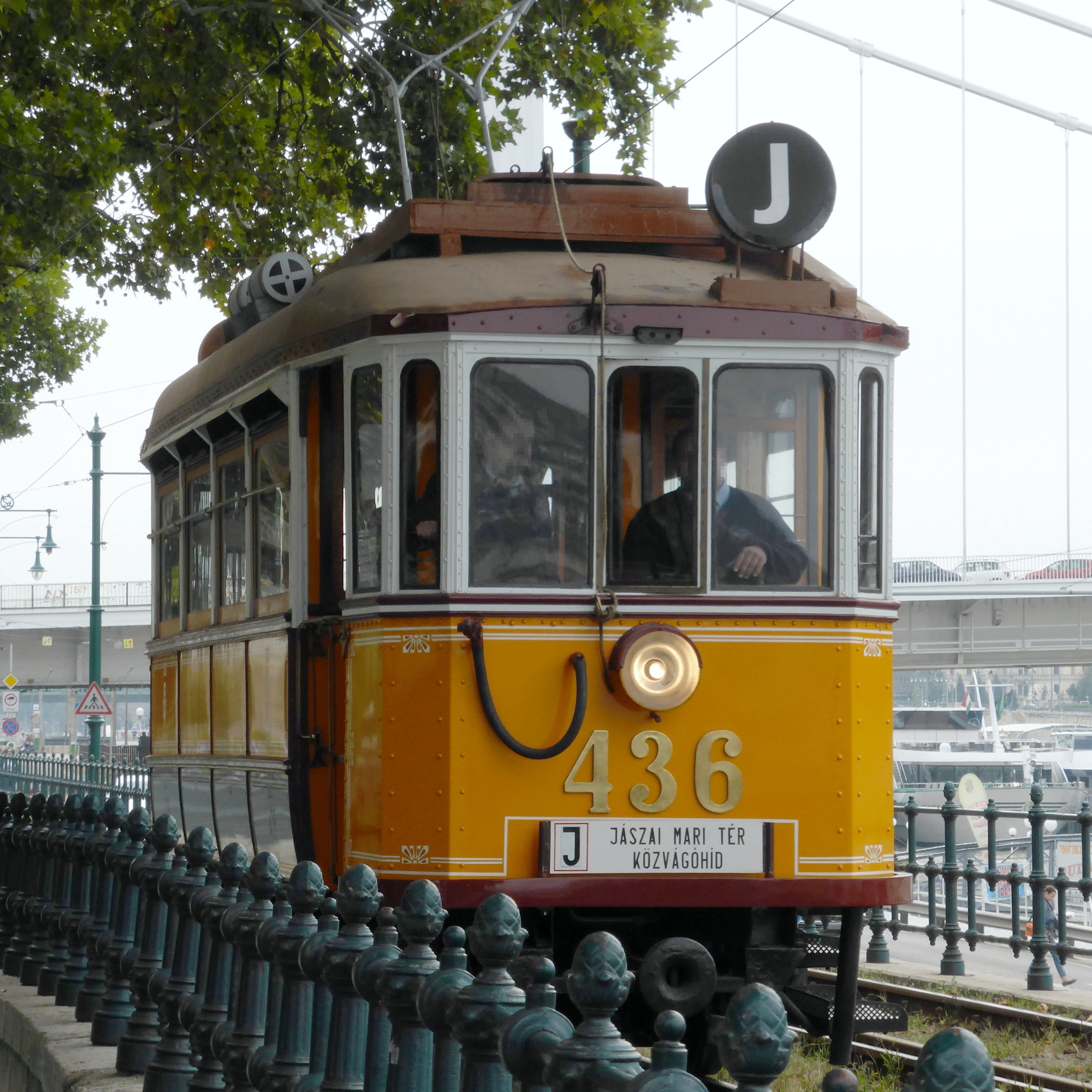
A 436-os (2900, 2993) pályaszámú, L típusú villamos motorkocsi. Az 1913-ban legyártott járművet 1987-ben muzeális célokból eredeti kinézetére alakították vissza

Bár a kéttengelyes motor- és pótkocsikból álló szerelvények kora gyakorlatilag mindenütt lejárt, az évtizedekkel ezelőtt kialakult szerelvényszerkezet még ma is sok helyütt egyeduralkodó. A cseh ČKD vállalat még a kilencvenes években is gyártott szóló motorkocsikat, a Tatra villamosok ma is rengeteg városban futnak.
Ezekben a szerelvényekben egy vagy két (ritkábban 3-4) motorkocsi szerepel. Több kocsi esetén elengedhetetlen a távvezérlés, azaz nem csak a legelöl lévő kocsi motorjai húzzák a villamost, hanem minden motor dolgozik. A pótkocsi egyes típusoknál leghátul, másutt középen futhat, sőt, találkozhatunk vezérlőpótkocsival is, amely a szerelvény elején halad, ő maga nem dolgozik, de innen vezérlik a motorkocsit, illetve motorkocsikat.
Budapesten már csak a Tatra T5C5 típusú kocsik ilyenek, a korábbi típusok közül a Ganz gyártmányú UV kocsikat 2007-ben vonták ki végleg a forgalomból. Ezeket a szerelvényeket két motorkocsi alkotta, amelyek közé bizonyos vonalakon pótkocsi került. Szegeden ma is üzemelnek Tatra T6-os kocsik.

### Az első csuklós villamosok

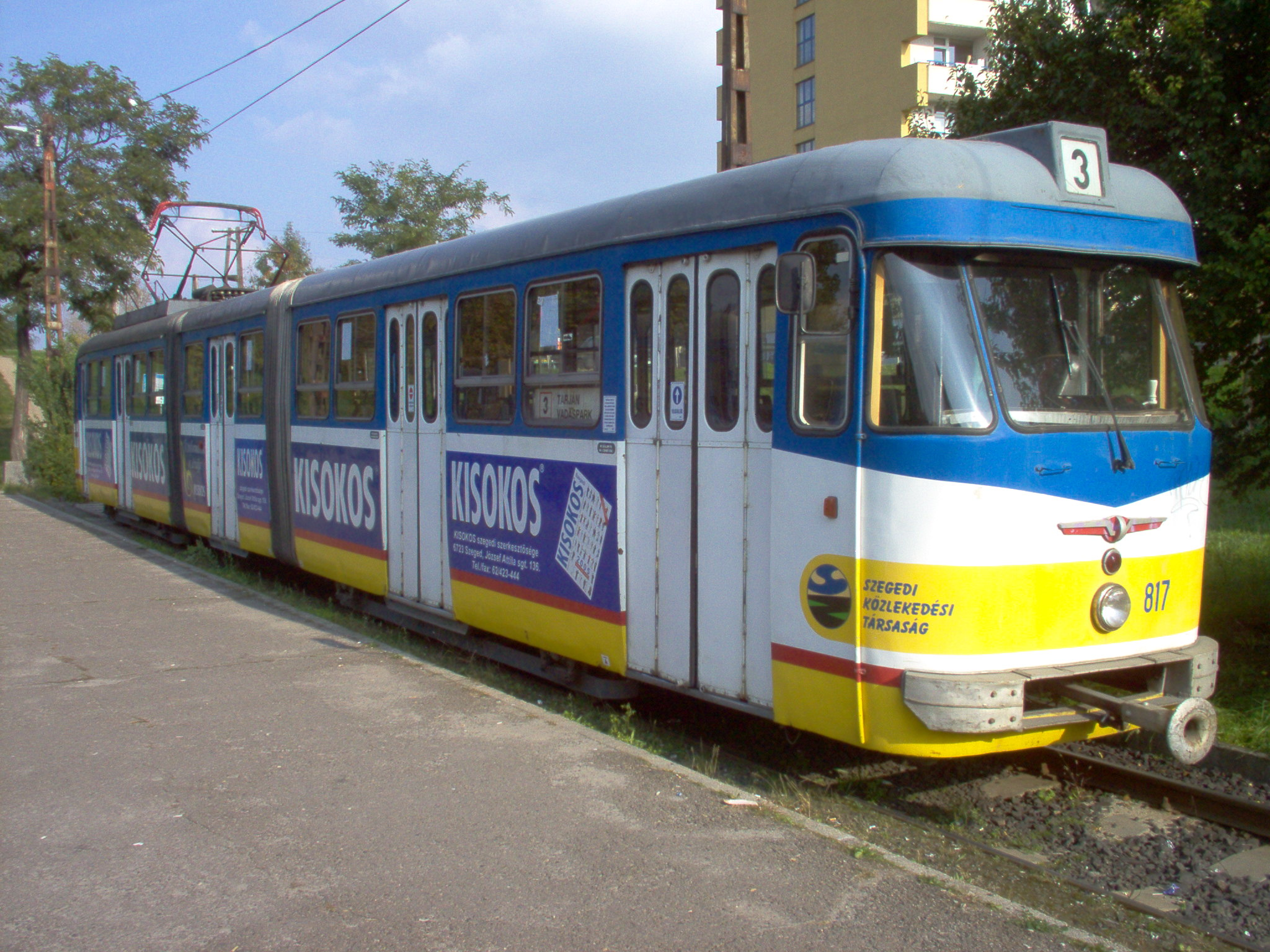
Befüggesztett középrészű „házi csuklós / Bengáli” villamos Szegeden

Az első villamos megépítése után alig telt el egy évtized, és máris megjelentek az első csuklós villamosok. Legegyszerűbb formájuk két kocsi összekapcsolása volt egy átjárón keresztül (ilyen jellegű villamosok is voltak Magyarországon). Ennél egy lépéssel bonyolultabb volt a „két szoba és egy fürdőszoba” jellegű villamosok megkonstruálása, ahol a két „saját lábán” megálló kocsirész közé egy befüggesztett, kerekek nélküli szekrény került, mely a két szélső kocsiszekrényre támaszkodott. A konstrukcióval sok országban kísérleteztek, ám kevés sikerrel, mert az ilyen kocsik jellegzetesen rossz futástulajdonságokkal rendelkeztek. Magyarországon 1961–1978 között a Fővárosi Villamosvasút kelenföldi főműhelye, később pedig a Debreceni Közlekedési Vállalat főműhelye gyártott újonnan ilyen villamosokat, az ún. „házi csuklósokat”. Budapesten, Szegeden és Miskolcon már kivonták őket a forgalomból, Debrecenben utoljára 2014-ben közlekedtek.

### Jacobs-forgóvázas csuklósok

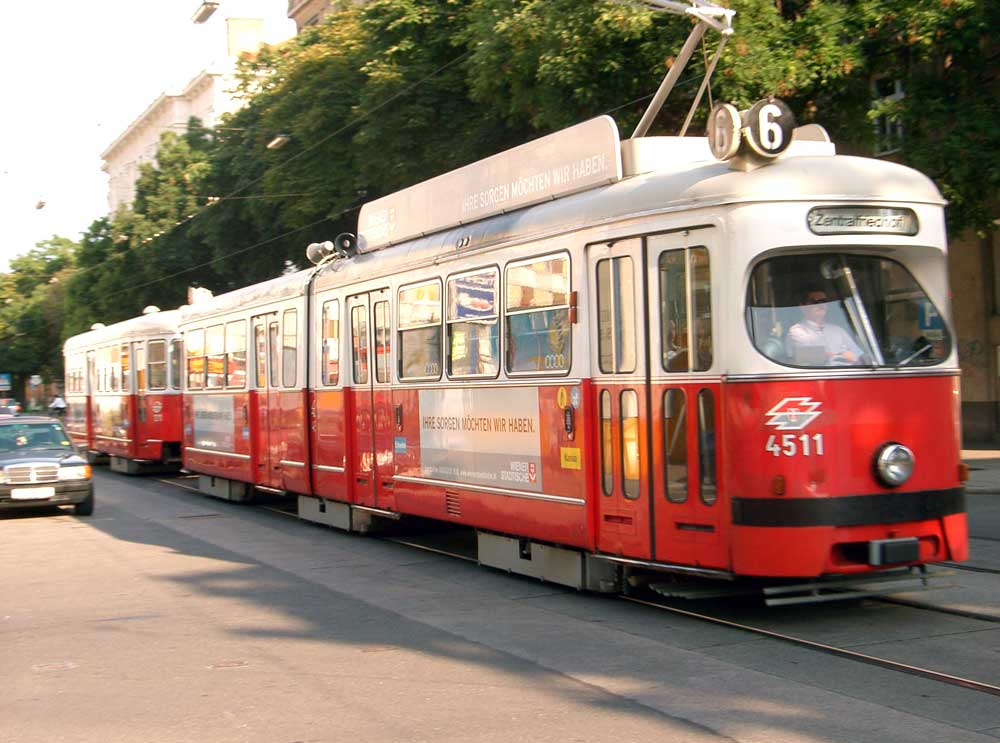
Hattengelyes, E_{1} típusú Jacobs-forgóvázas csuklós villamos Bécsben

Az egymás mögé kötött motorkocsikhoz képest újdonság volt, amikor az 1920-as években a villamosoknál is megjelentek az első olyan csuklós kocsik, amelyek forgóvázai a csuklókkal egybeépítve helyezkedtek el. Ez a felépítés stabil, jól futó és ívben stabilan viselkedő járművet hoz létre. Legfőbb hátránya csak a kilencvenes évekre derült ki: bonyolultan lehet csak alacsony padlós szerkezetet kialakítani belőle.
Budapesten ilyen a Ganz CSMG–2 és TW 6000 típusú motorkocsi (mindkettő nyolctengelyes), Debrecenben a szintén a Ganz által gyártott hattengelyes KCSV–6, míg Miskolcon a szintén a ČKD által gyártott nyolctengelyes KT8D5 kocsik tartoznak e kategóriába. Az előbb említett városban (Miskolc) szintén található SGP E1-es villamosmotorkocsi, és Lochner C3-as pótkocsi.

### Rövidcsuklós kocsik

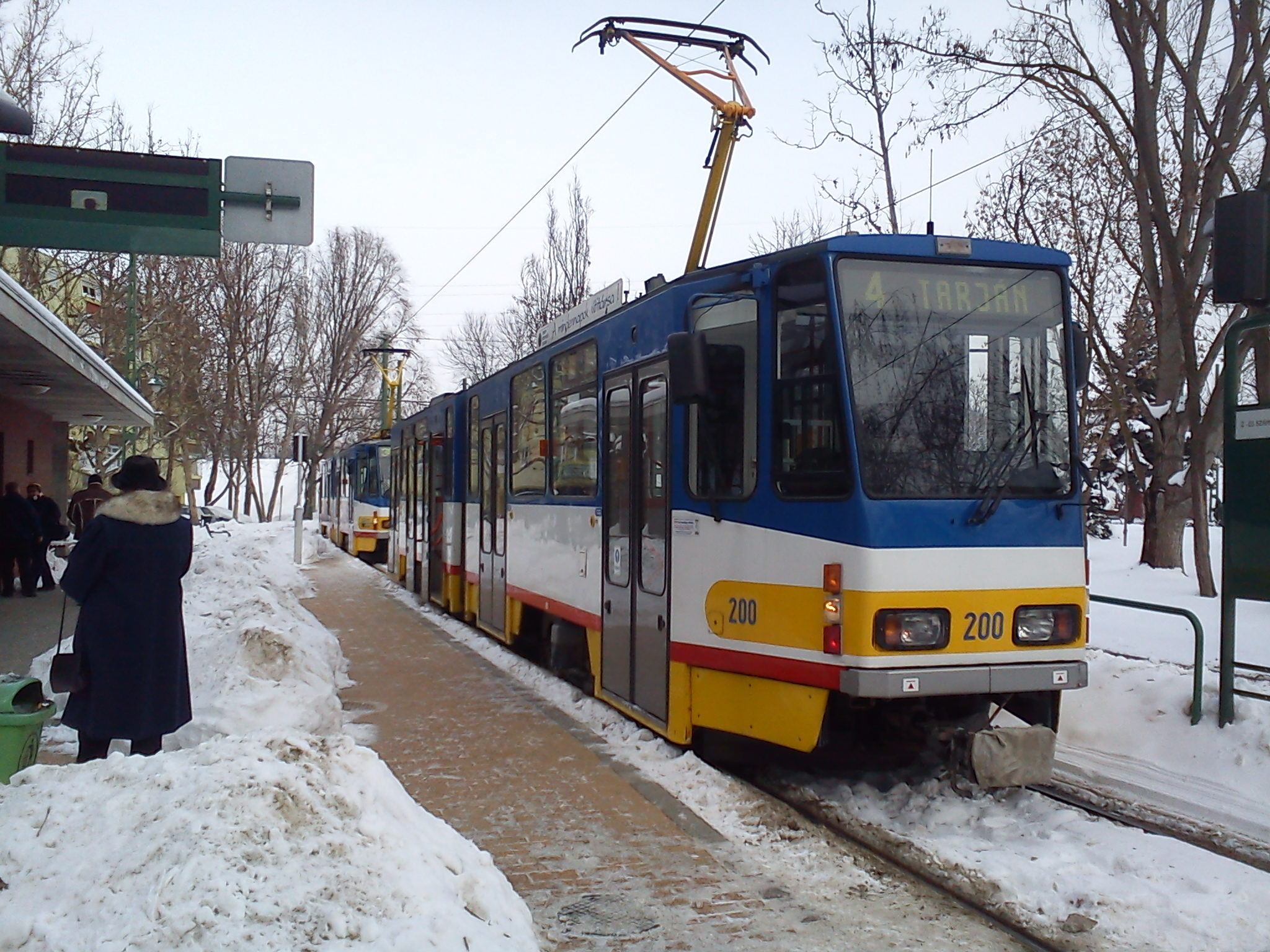
KT4D típusú rövidcsuklós villamos Szegeden

A magyar „rövidcsuklós” kifejezés valószínűleg Németh Zoltán Ádám alkotása, a német „Kurzgelenkwagen” tükörfordításaként keletkezett. Az ilyen kocsik jellemzője, hogy kétrészesek, azaz a két merev kocsirészt egy csukló köti össze. A két forgóváz a két merev kocsirész alatt helyezkedik el. Ezeknél a kocsiknál a villamos egyenesfutása, főleg pedig az ívekben való helyes haladása csakis különféle mechanikus berendezések segítségével lehetséges. A szerkezet előnye a rendkívül kedvező űrszelvény-kihasználás, valamint hogy megoldható a 100%-os alacsony padlós villamosok kialakítása ezen koncepció alapján. E járműtípusról Németh Zoltán Ádám írt hosszabb magyar nyelvű ismertetőt .
Ilyen jellegű kocsik Magyarországon a Szegeden található Tatra KT4-es villamosok és a budapesti Siemens Combino Supra típusú villamosok.

### Többcsuklós villamosok

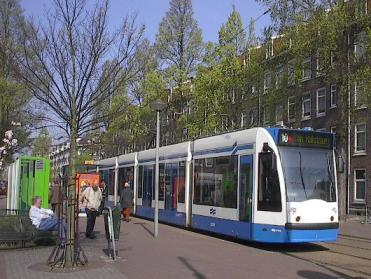
Siemens Combino villamos Amszterdamban

Az ilyen jellegű járművek szerkezeti mintáját a már hosszú évtizedek óta alkalmazott „két-szoba és fürdőszoba” jellegű csuklós villamosok adták, bár elődeik csuklókialakítása eltér. A többcsuklós villamosoknál is egymást váltogatják a rövid kerekes és a hosszú befüggesztett, de kerék nélküli kocsirészek. Ezeken a kocsikon nincs hagyományos értelemben vett forgóváz, helyettük egy futóváz van beépítve, mely a pálya függőleges egyenetlenségét felveszi. A kerekek lehetnek egyedi tengelyesek (pl. Sirio, Combino, Citadis) és hagyományos tengelyes kialakításúak is (Cityrunner, Pesa, Škoda). A rendszer már több helyütt bevált, mivel úgy lehetett 100%-os alacsony padlós kialakítást létrehozni, hogy közben arányaiban nézve kevés az utastérbe benyúló dobozok száma. Azonban a legtöbb ilyen típusú jármű futástulajdonsága (különösen ívekben) nem üti meg a forgóvázas kivitelű társaikét. Az ilyen jellegű járművek egy időben az alacsony padlós szerkezet legolcsóbb megvalósítójaként tűntek fel, ám a Siemens Combino villamosok hibáival kapcsolatos botrány eléggé megtépázta népszerűségüket. 2004 márciusában ugyanis fáradásos repedéseket találtak a járműszerkezetben, aminek következtében a Combino ezen változatának gyártását véglegesen leállították, a már futó kocsikat pedig részben átalakítják, részben folyamatos ellenőrzés alatt tartják. Más cégek (Alstom, Ansaldobreda, Stadler, Bombardier, Škoda) azonban továbbra is gyártanak többcsuklós villamosokat. (A többcsuklós villamosokat szokás "multicsuklós" villamosoknak is nevezni.) Hazánkban az első multicsuklós villamos típus a Pesa 120Nb.

## Szabályozások

### Magyarország

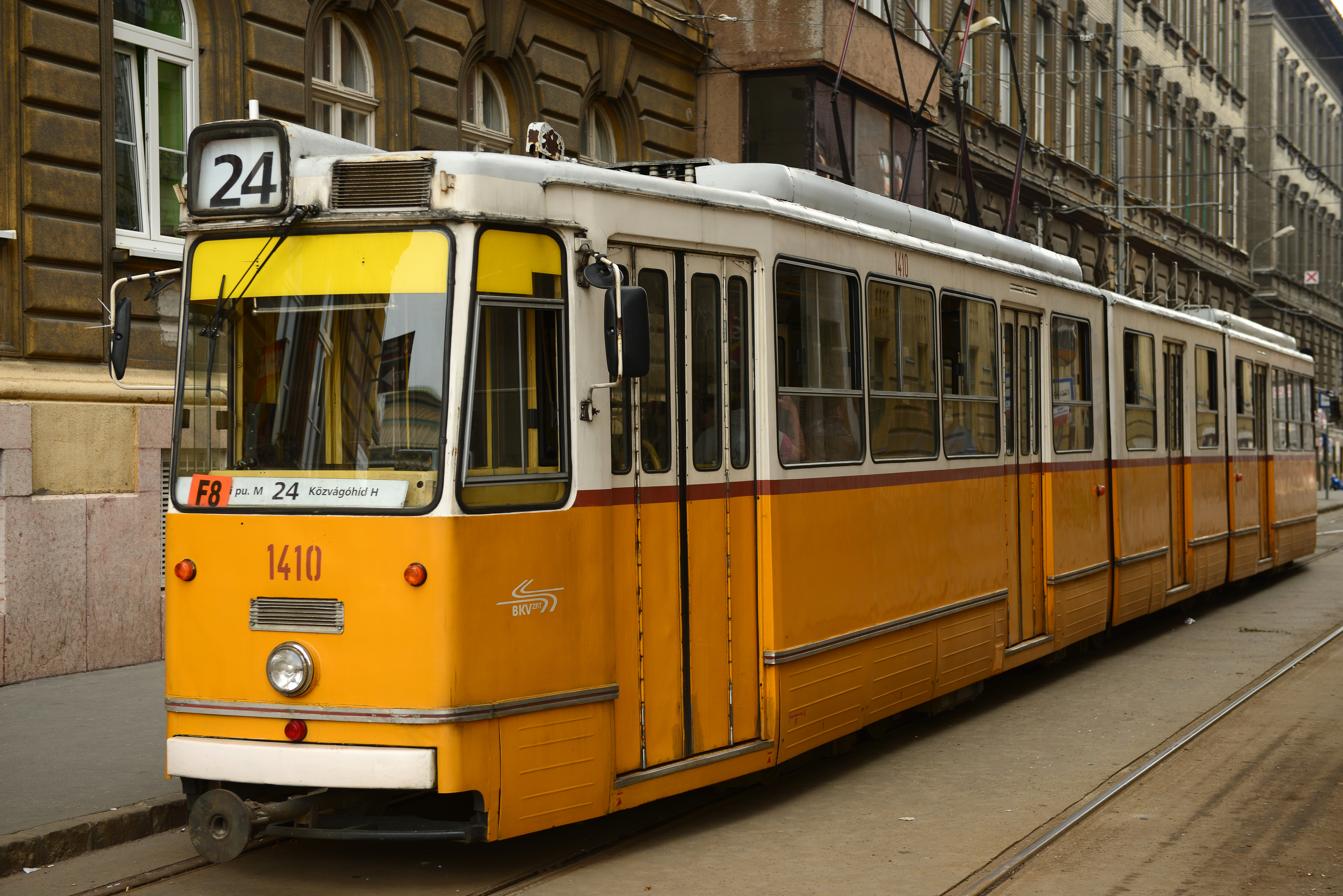
Ganz CSMG típusú villamos a budapesti 24-es vonalon

Hazánkban a villamosok közlekedését a KRESZ valamint az F.1. és F.2. sz jelzési és forgalmi utasítás szabályozza. A KRESZ a villamos közúti közlekedésben elfoglalt helyét határozza meg, valamint leírja az egyéb járművekhez való viszonyát például elsőbbségi helyzetekben. Az Utasítások részletesen szabályozzák a villamosok közlekedését elsősorban utasszállítás és vasúti jármű szempontból.
A villamos KRESZ-szerinti besorolása: Gépjárműnek nem minősülő motoros jármű.
A villamos KRESZ-szerinti meghatározása: Olyan jármű, amely az úttestbe épített, vasúti pályaként meg nem jelölt sínpályán való közlekedésre szolgál.
A villamos tehát jogi szempontból közúti járműnek minősül, a KRESZ szabályai érvényesek rá. A legfontosabb KRESZ-szabály, amely elhatárolja a többi vasúti járműtől, a következő:
"A jármű sebességét mindig úgy kell megválasztani, hogy a vezető a járművével meg tudjon állni a belátott távolságon belül, valamint minden olyan akadály előtt, amelyre az adott körülmények között számítani kell."
Tehát: Egy sínpálya mindaddig közúti villamosvasúti pályának tekinthető, amíg azt a legközelebbi kereszteződésben "vasúti átjáró kezdete" jelzőtáblával meg nem jelölik, és egy vasúti jármű mindaddig villamosnak tekinthető, amíg az a fent említett közúti villamosvasúti pályán közlekedik (a felsővezetékhez kötöttség nem előírás).

### Szemelvények a villamosra vonatkozó szabályokból

#### Sebességkorlátozások
A jármű megengedett legnagyobb sebessége: 50 km/h (Kresz szerint)

Fontosabb sebességkorlátozások:
- 40 km/h:
  - Trolibusz–villamos munkavezeték-kereszteződéseknél (a legtöbb helyen azonban le van korlátozva 35, 25, 15 km/h-ra)
- 15 km/h:
  - villamos vágánykereszteződéseken
  - váltón gyök felől
- 10 km/h:
  - váltón csúcs felől

Amennyiben egy adott váltón vagy vágánykereszteződésen a fentiektől eltérő sebességgel lehet haladni, azt egy erre a célra rendszeresített táblával jelzik.
A táblával jelzett sebességkorlátozásokról a következőket érdemes tudni (F1):
Kerek, fehér szélű sárga jelzőtábla jelzi, hogy sebességkorlátozás következik (ez a kihelyezett "lassan" jelzés). A sebességkorlátozás a tábla vonalától kezdődik, és legfeljebb a benne feltüntetett sebességgel (km/h-ban) szabad közlekedni. A korlátozást a zöld színű kihelyezett "szabad" jelzés oldja fel. A szerelvény sebességét csak akkor szabad növelni, ha valamennyi kerékpár lehaladt a lassan bejárandó pályaszakaszról.

#### Váltóállítás

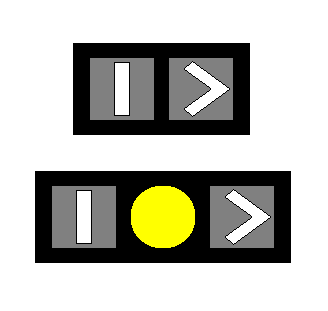
Villamos váltójelzők, egyenes és kitérő irányokba, esetleges középső reteszfénnyel

A magyarországi villamosközlekedésben többféle váltóállítási mód ismert, illetve terjedt el.
A váltóállítás egyik módja, ha a váltó előtt nagyjából 30-40 méterre a felsővezetékbe egy váltóállító-szánszerkezetet építenek be. Amennyiben a villamos úgy halad át ez alatt, hogy van áramfelvétele (például menetre kapcsolva), a váltó átáll az ellenkező állásába. Amennyiben áramfelvétel nélkül gurul át alatta, a váltó az eredeti állásban marad. Minden ilyen váltóhoz váltójelzőt is kihelyeznek, ami jelzi a váltó állását (kitérő vagy egyenes) és a közte lévő sárga fény jelzi, hogy a váltó a szánszerkezet segítségével éppen állítható-e vagy sem. Ez az úgynevezett reteszfény akkor világít, illetve ezzel együtt reteszelődik a váltóállítás, ha a váltókörzetben szerelvény tartózkodik, elkerülve az esetleges aláváltást. A szánszerkezet előtt a vezetéken egy kék fényű lámpa vagy kék kört formázó tábla is elhelyezésre kerül, ami a szerkezetre figyelmeztet. A trolibusz felsővezetékezésénél is hasonló vezetékváltó-szerkezet fordul elő, ahol a fentebbi jelzések ugyanúgy használatosak.

#### Közlekedési lámpák
A villamosokra speciális közlekedési lámpák vonatkoznak, Magyarországon ez „holdfényjelzőként” terjedt el: a lámpák egységesen sárgás színűek és a számuk, illetve pozíciójuk mutatja, hogy a villamosnak meg kell e állnia vagy haladhat tovább és merre. Fontos volt, hogy a lámpák ne legyenek összetéveszthetők a gépjárművekre vonatkozó lámpákkal. A korábbi, úgynevezett pajzsos lámpák a következő jelzésekkel rendelkeztek:

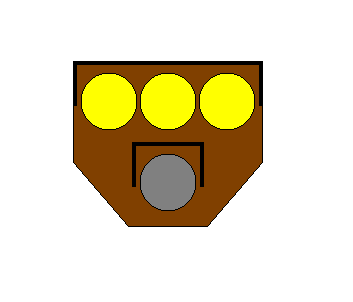
Állj!
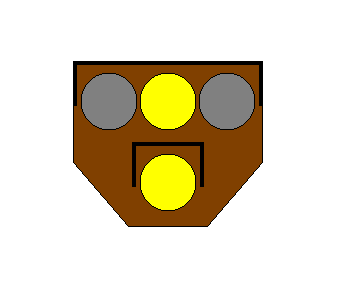
Szabad jelzés
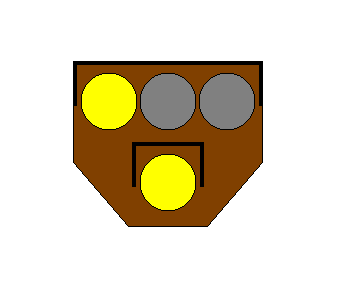
Szabad jelzés balra
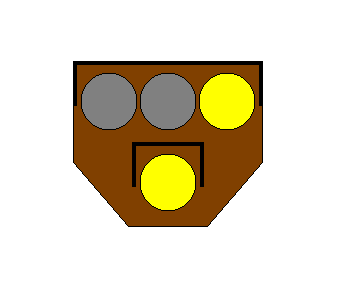
Szabad jelzés jobbra
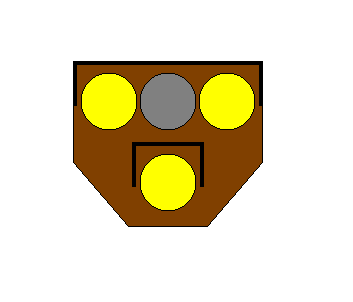
Szabad jelzés balra és jobbra
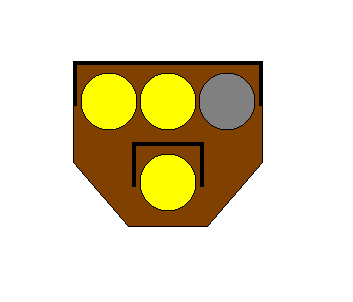
Szabad jelzés balra és egyenesen
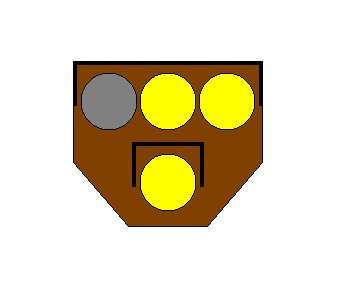
Szabad jelzés jobbra és egyenesen

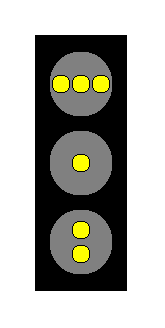
Újabb holdfényjelző

A '90-es évektől fokozatosan átadták a pajzslámpák a helyüket az újabb, formára a gépjárművek számára kialakított lámpákra hasonlító, függőleges háromizzós lámpáknak, melyek természetesen ugyanazokat a holdfényjelzéseket mutatják, csak a kivitel miatt némileg kisebb méretben. A logika is hasonló volt: a felső „piros” a vízszintes három lámpát, a középső „sárga” egy darab lámpát, míg az alsó „zöld” két egymás feletti lámpát formáz. Az újdonság a középső lámpa volt, ami a gépjárműves lámpához hasonlóan köztes jelzést mutat: mindjárt szabad jelzés lesz, illetve mindjárt tilos jelzés lesz; a korábbi pajzslámpákon ilyen köztes jelzés nem volt. További hasonlóság az esetleges kiegészítőlámpa, ami egyéb haladási irányokat engedélyez.

### Németország
A modern villamosközlekedés szülőhazájában a szabályozás a hazainál liberálisabb. A sebességhatárokat itt általában a helyi jellegzetességekhez igazítják, közútba épített pályán általában 30–50 km/h, de zárt pályán ennél lényegesen magasabb is lehet, akár 80 km/h sebességgel haladó szerelvényeken is utazhatunk. A szerelvények maximális hossza 75 méter (egyes városokban ennél kevesebb), ezért alkotnak sok új kocsit 25 vagy 37 méteresre (így hármat ill. kettőt még össze lehet kapcsolni).
Németországban évtizedes múltra tekint vissza a közúti és az országos vasúthálózat összekapcsolása, egymásba integrálása. Elsőként Karlsruhében valósult meg, de ma már közismert realitás, és az ottani szabályok is tökéletesen igazodnak a nagyvasúti hálózatokon közlekedő villamosok létéhez.

## Energiaellátás és nyomtáv
- Magyarország: 600 V, egyenáram; 1435 mm (normál nyomtáv)

A tápellátás egyik pólusa a felsővezetékeken, a másik az egyik sínen keresztül érkezik a villamoshoz. A régebbi típusoknál a sebességet a motorokkal sorba kapcsolt ellenállásokkal szabályozzák. Ezek az ellenállások a kocsik tetején találhatók, rajtuk a többleteneriga hővé alakul; néha megfigyelhető a felszálló meleg levegő a villamos tetején. Ezeket az ellenállásokat a járművezető a korábbi típusoknál direktben kapcsolta egy kapcsolóval, az újabbakban a vezető reléket kapcsol, és a relék kapcsolják a hajtási áramot. Ezeknek a reléknek a kattogása figyelhető meg pl. a HÉV-en is. A legújabb (pl. CAF) villamosokon elektronikus úton, inverterekkel és frekvenciaszabályzással oldják meg a sebességszabályzást, ennek jobb a hatásfoka.

## Váltók
A váltókat vagy a járművezetők állítják, vagy egy nagyobb állomásnál (pl. Széll Kálmán tér) egy erre kijelölt személy az állomáson.
A váltók állítására elterjedt megoldás a "szán", ami egy tényleges szánra emlékeztető eszköz a felsővezetéken: két párhuzamos plusz vezeték a szokásos felsővezeték mellett. Ezek az oldalsó vezetékek kicsit lejjebb helyezkednek el, mint az üzemi felsővezeték, így mikor itt halad át az áramszedő, ezeken az oldalsó vezetékeken keresztül veszi fel az áramot. Ha a járművezető terhelés nélkül halad át a szán alatt, a váltók nem váltanak. Ha terheléssel halad át a jármű a szánon, az érzékelők érzékelik a felvett áramot, és átváltják a váltókat.

## Típusjelzések
A közúti vasúti járműveknek nincs alapvető egységes típusjelzési rendszerük. Az egyes gyártók és üzemeltetők mind maguk alakították ki saját jelzésrendszerüket. A típusjelzések megértéséhez érdemes tudni, hogy egészen a kilencvenes évekig ritkaságszámba ment, hogy egy gyártó különböző városok számára azonos típusú kocsikat adjon el. Ez egyedül a KGST-ben volt jellemző, ahol a szocialista országok nagy részét a cseh ČKD cég látta el villamosokkal (Budapestre is jutott belőlük).
A világ összes rendszerének áttekintése túllépne jelen szócikk keretein, de tanulmányozzunk néhány jellemző példát.

### Budapest

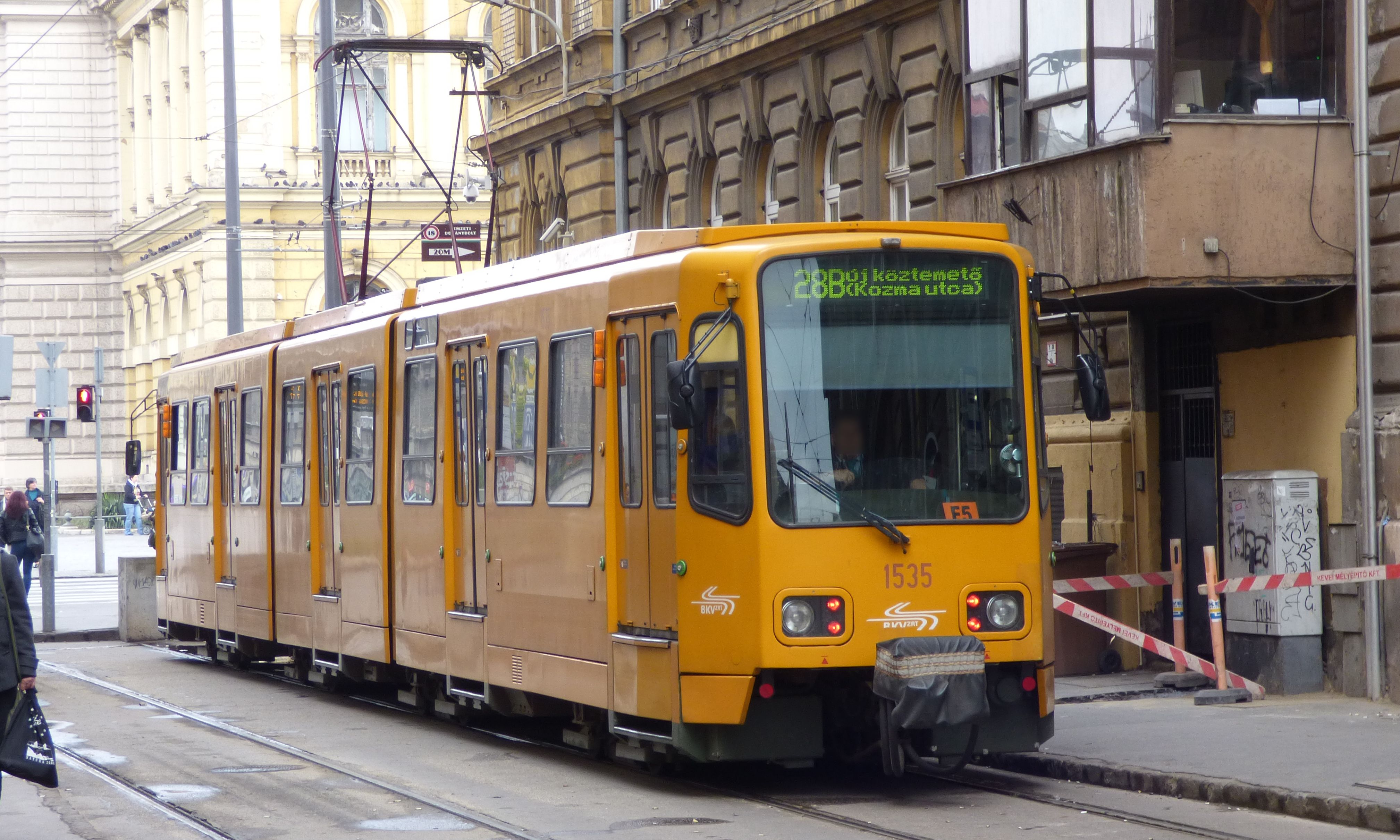
TW 6000 típusú villamos a Festetics utcában, 2016-ban

A magyar fővárosban alapvetően kétféle típusjel-rendszer létezett.
Az első még a villamosközlekedés hőskorából, az 1880-as évekből eredt. Az akkori magántársaságok a saját járműveiket az ABC betűi szerint jelölték. Így az első (akkortájt 1-9 pályaszámú) kocsik az „A” típusjelzést kapták, majd az újabb típusok rendre B, C, D stb. jelzésűek lettek. A különböző jellegzetességeket második betűkkel jelölték, így volt például Bb kocsi.
Amikor megjelentek az első távvezérlésű villamosok, ezek jelzésébe a sorozat szerinti betű mögé egy „V” került. Így keletkezett a TV, majd 1956-ban az UV típus. Az ezt követően legyártott, illetve vásárolt típusokra már ezt a jelzésrendszert nem terjesztették ki.
A magántársaságok eleinte saját maguk adtak a kocsiknak pályaszámot. Amikor létrejött a BSZKRT („Beszkárt”) 1923-ban új, egységes pályaszámozást vezettek be, mivel a különböző társaságoktól rendre több, azonos pályaszámú kocsi került a közös állományba. Az akkor kidolgozott négy-számjegyű rendszert használták a jogutódok, így a BKV Zrt. is, mind a mai napig. Lényege, hogy azonos pályaszám-csoportba (azaz azonos százas csoportba) mindig azonos típusú villamosok kerüljenek. Bár szinte nincs is két azonos villamos, legalább az alaptípusnak egyformának kell lennie. Így például a Hannoverből használtan vásárolt járművek itthon az 1500-as pályaszámokat kapták, az UV különböző generációi pedig rendre a 3200, 3300, 3400, 3800-as pályaszám-csoportokba lettek sorolva.

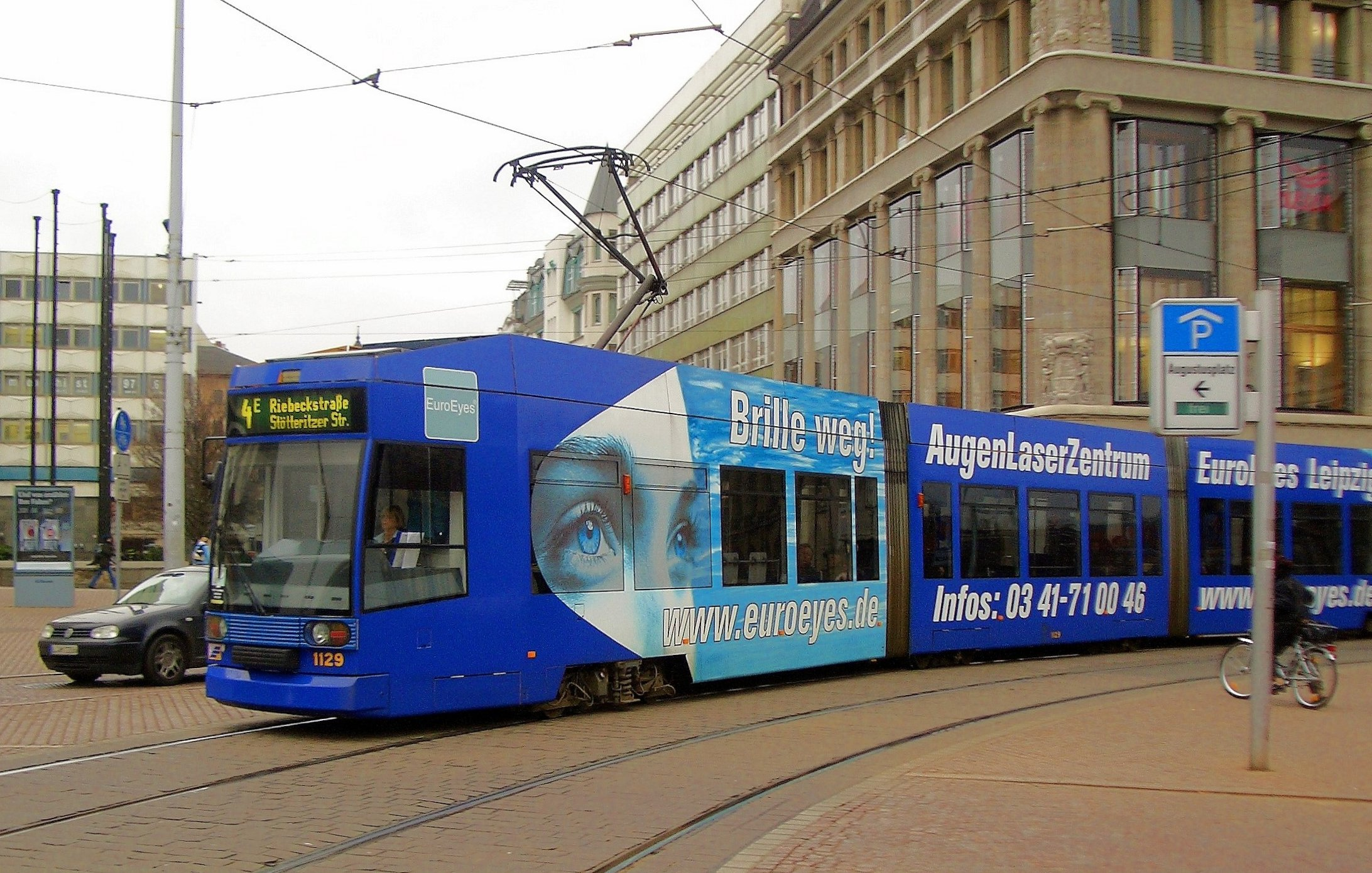
NGT8, azaz alacsony padlós, nyolctengelyes csuklós villamos Lipcsében

### Németország
A német szakmai jelzések a járművek jellemzőinek rövidítéséből keletkeznek. A rendszer nem teljesen egységes, ráadásul azért, hogy két különböző, de hasonló jellegű típus ne kapjon azonos jelzést, időnként önkényesen ki is bővítik a meglévő rendszert.
A típusjelben található szám mindig a tengelyek számát jelenti (már amennyiben jelölik egyáltalán). Az N/M jelzés a nyomtávra utal, amely lehet Normál vagy Méteres, de az N jelenthet alacsony padlószintet is (Niederflur). A csuklós kocsik jelzése a Gelenktriebwagen rövidítéséből származó GT.

### ČKD Tatra

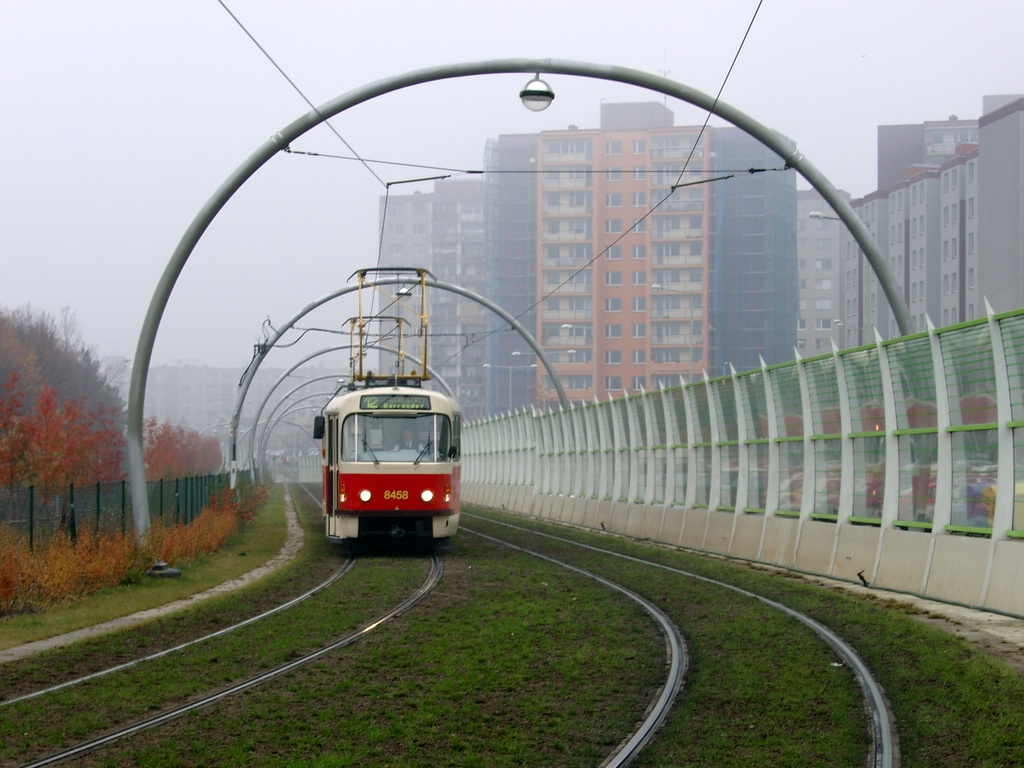
Harmadik generációs Tatra, tehát T3 Prágában

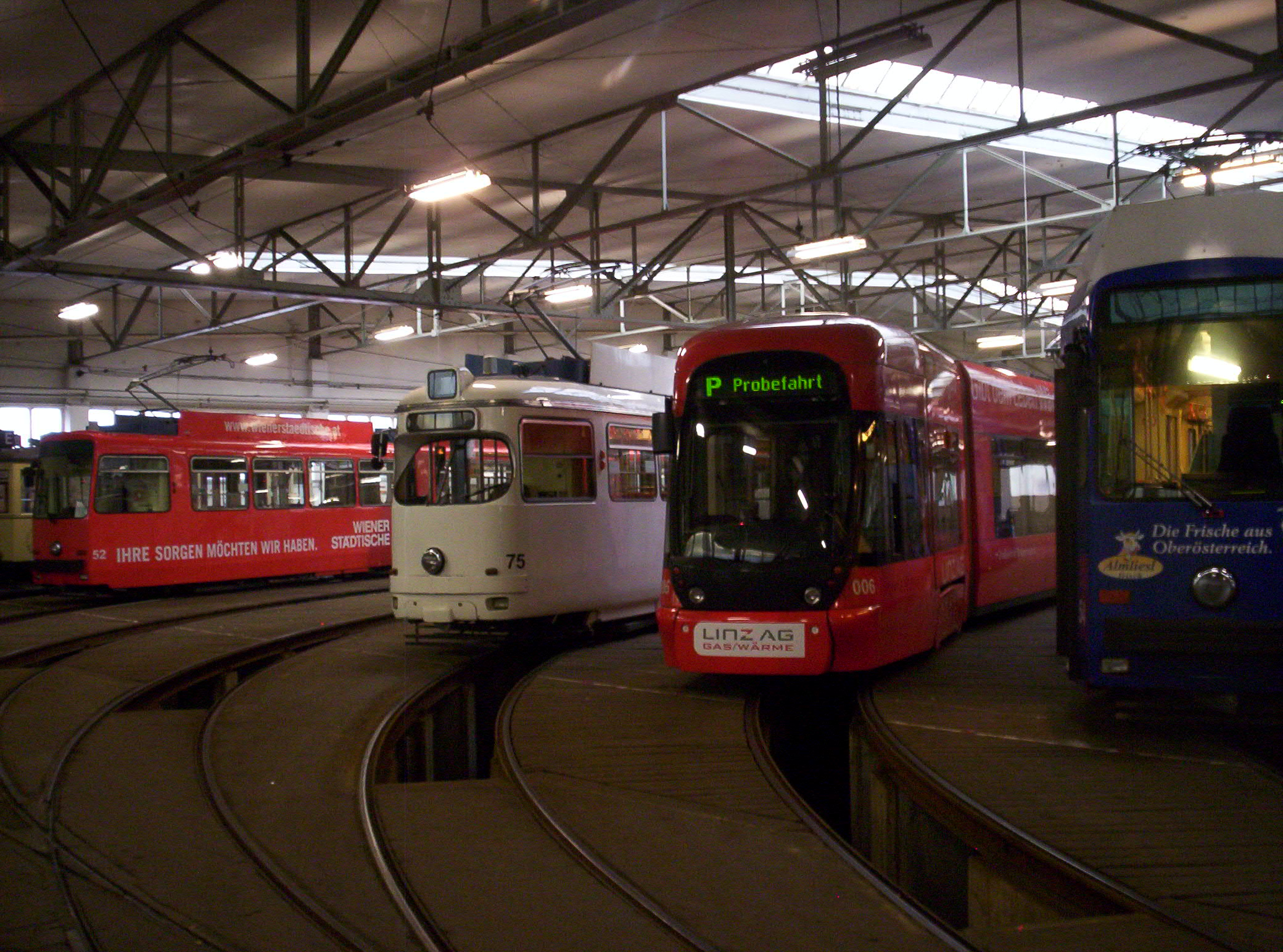
Villamoskocsiszín Linzben

A ČKD gyár a saját villamosainak a Tatra típusjelzést adta. Ezeket a kocsikat szerte a világon a gyár eredeti jelzéseivel (is) jelölik. A jelzés eleje mindig egy „T”, ami a Tatra rövidítése. Ezt követi a járműgeneráció egy számjegyen. Például: T3.
Az ötödik és hatodik generációs Tatra kocsiknál már többféle építési módot dolgoztak ki, így a jelzések is bővültek. Azt, hogy a kocsi egy- vagy kétirányú, ill. mindkét, vagy csak az egyik oldalon rendelkezik ajtókkal, betűk jelölik. Végül a járműszekrény szélessége is egy számjegy. Itt a kocsi két méter feletti szélességét jelölik, deciméterben. Így a budapesti, egy vezetőállásos, kétoldali ajtós, 2500 mm széles Tatra kocsik jelzése T5C5, a vékonyabb, egyoldali ajtós szegedieké T6A2.
A csuklós villamosok KT betűi után a villamos tengelyeinek száma következik, így létezik KT4 vagy KT8. Szegeden KT4-esek, míg Miskolcon kétirányú, kétoldali ajtós, 2500 mm-es KT8D5 kocsik közlekednek.